# Wittelsbach Erzsébet magyar királyné
Erzsébet magyar királyné (teljes nevén: Erzsébet Amália Eugénia, németül: Elisabeth Amalie Eugenie von Wittelsbach, Herzogin in Bayern, csehül: Alžběta Bavorská; München, Bajor Királyság, 1837. december 24. – Genf, Svájc, 1898. szeptember 10.) a Wittelsbach-házból származó bajor hercegnő, I. Ferenc József császár és királlyal kötött házassága révén osztrák császárné és cseh királyné 1854-től, magyar királyné 1867-től. Családi körben Sisinek becézték, Ernst Marischka  1955–57-es mozifilmjei nyomán a sajtóban és köznyelvben elterjedt a Sissi ragadványnév is.
Erzsébet tizenhat éves korában, 1854-ben kötött szerelmi házasságot az osztrák császárral, I. Ferenc Józseffel. A hercegnő e házassággal bekerült a sokkal merevebb etikettű bécsi udvari életbe, ahol hamar összetűzésbe került anyósával, Zsófia főhercegnével. Erzsébet gyakran időzött Magyarországon, szoros kapcsolatokat kialakítva a magyarsággal. Nagy szerepet tulajdonítanak személyének az 1867-es osztrák–magyar kiegyezésben is.
Életének utolsó évtizedét meghatározta egyetlen fiának, Rudolf trónörökösnek és annak szeretőjének, Maria von Vetsera bárónőnek Mayerlingben elkövetett öngyilkossága és az uralkodóné efelett érzett gyásza. Ezt követően szinte teljesen visszavonult a nyilvánosság elől, ideje nagy részét utazással töltötte, és néhány kivételtől eltekintve csak feketében járt. Gyakran kereste fel a Korfu szigetén épült Akhilleion palotáját. Megszállottan foglalkozott megjelenésével, vékony alakjával és szépségének folyamatos ápolásával; ezen gyakorlatai már életében legendásak voltak. 1898-ban Genfben egy olasz anarchista, Luigi Lucheni halálosan megsebesítette, majd nem sokkal a merényletet követően elhunyt. Nyughelye Bécsben, a kapucinusok császári kriptájában található.

## Élete

### Gyermekkora
Erzsébet bajor hercegnő Miksa József bajor herceg és Mária Ludovika Vilma bajor királyi hercegnő negyedik gyermeke a tíz közül, 1837. december 24-én született este 10 óra 43 perckor, egy vasárnapi napon, egy foggal a szájában, ami a hagyomány szerint rendkívüli pályát és nagy szerencsét jelöl. Szülei elsőfokú unokatestvérek voltak. Apja, Miksa József herceg a Wittelsbach-ház szerényebb, nem uralkodó, Pfalz-Birkenfeld-Gelnhausen oldalágából származott (címzése Herzog in Bayern).

Hét testvéréhez hasonlóan neveltetésében meghatározó volt, hogy a bajor királyi udvartól „távol”, apja müncheni palotájában, illetve a nyári (családi) rezidencián, a possenhofeni kastélyban (ma Pöcking része) nőtt fel. Erzsébet 1853 augusztusában – az ismerkedési jelleg teljesen nyilvánvalóvá válásának elkerülésére – elkísérte anyját és nővérét, Ilonát Bad Ischlbe, a célból, hogy anyai nagynénje, Zsófia Friderika főhercegné elképzelései szerint ismételten találkozzanak unokatestvérükkel, Ferenc József osztrák császárral, akit Ilona házastársául szántak. Ludovika hercegné két idősebb lányával, Ilonával és Erzsébettel 1853. augusztus 16-án érkezett meg Bad Ischlbe, ahol a császár a családi szokások szerint születésnapját kívánta megünnepelni, s egyben nyári pihenését töltötte. Ferenc József a nagynénjével és unokahúgaival a Zsófia főhercegnénél rendezett teázáson találkozott, ahol a jelenlévők visszaemlékezései szerint rögtön felfigyelt (beleszeretett) a kiszemelt menyasszonyánál fesztelenebbül viselkedő, természetességével figyelmet keltő Erzsébetbe, és egyes források szerint már másnap, augusztus 17-én úgy nyilatkozott a házasságát biztosítani kívánó édesanyának, hogy nem az általa javasolt, Ilonát, hanem Erzsébetet szeretné feleségül venni. A hivatalos eljegyzésre augusztus 19-én került sor.
„Kétszeres boldogság számomra, hogy leendő hitvesem kiválasztásakor mélyebb érzelmeimre hallgattam, és szívből remélem, hogy menyasszonyom kiváló tulajdonságaiban megtalálom majd életem boldogságát.” 
(Ferenc József császár)
Viszonylag rövid, kevesebb mint egy évnyi (8 hónapnyi) jegyességet követően 1854. április 24-én este hét órakor kötöttek házasságot a bécsi Ágoston-rendiek templomában (Augustinerkirche). Az esküvői ünnepségsorozat egy héten át folytatódott a birodalmi fővárosban. A házasságot celebráló bécsi püspököt 70 (közöttük több magyar) pap segítette a szertartáson, Rauscher hercegérseket egyébiránt beszédes természete miatt – korabeli szójátékkal – „Plauschernek” (fecsegőnek) is nevezték.

### A császári udvarban

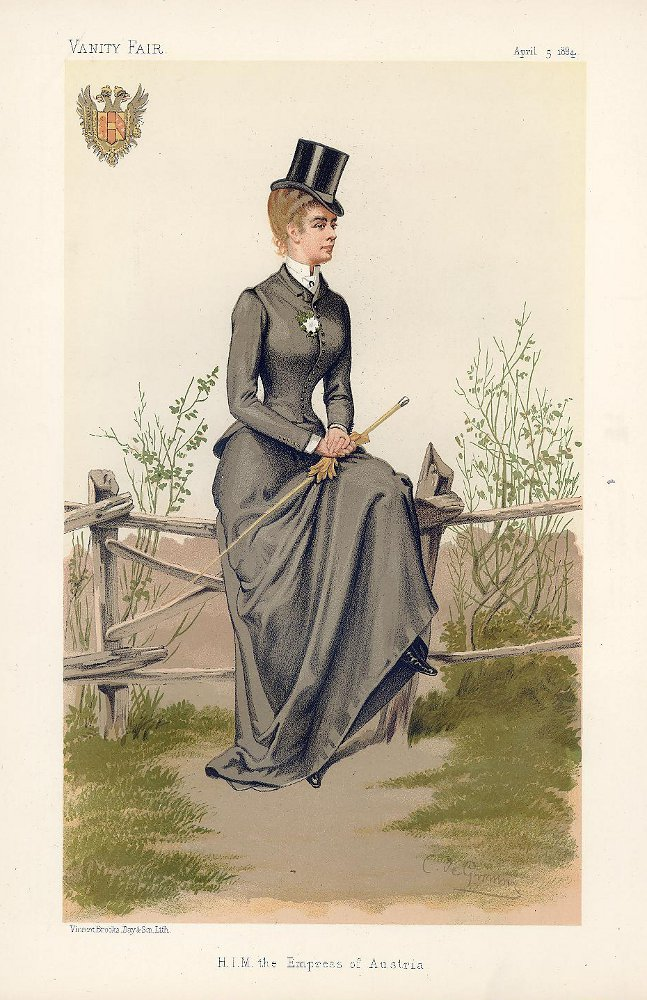
Erzsébet lovaglóöltözékben, a Vanity Fair magazinból (1884)

A Bad Ischl-i eljegyzés és a házasságkötés között eltelt kevesebb mint egy év alatt Erzsébetnek fel kellett készülnie az uralkodó feleségének szerepére, ami rengeteg új (magas társadalmi állásához nélkülözhetetlen) ismeret elsajátítását követelte, a korábbi neveltetésében és képzésében mutatkozó hiányosságok következtében. A család korábbi házassági terveiben nem szerepelt a trónra kerülés eshetősége, noha az uralkodó öccsével Károly Lajossal Erzsébet 1848 óta levelezésben állt, amiből egy későbbi esetleges frigy szándéka is kibontakozott. A tantárgyak egyik legfontosabbika későbbi szerepét tekintve Ausztria és a birodalom történelme volt, amit Majláth János magyar gróf, történettudós oktatott. (Ő egyébiránt a bécsi kormányzatnak is jelentéseket küldött, ebből következően korabeli magyar megítélése negatív, hiszen pecsovicsként említette.) Az uralkodó leendő hitvese felkészítésében érdemei vitathatatlanok: Erzsébet vélhetően tőle hallott először magyar szót, sőt egyes későbbi visszaemlékezők szerint magyar verseket is, noha a nyelv elsajátítására csupán jóval később Madeirán tesz kísérletet. Erzsébet évek múltán is elismeréssel és tisztelettel emlékezett meg egykori tanáráról. E rövid idő alatt próbálta elsajátítani a társasági illem szükséges alapjait, azonban Európa egyik legkonzervatívabb udvarának spanyol etikett által szabályozott életvitelét nem tudta és később nem is kívánta elfogadni. (Császárnéi szerepére való felkészülés során nehézséget jelentett bajor dialektusa, amin szintén próbáltak csiszolni/korrigálni, emellett fejleszteni francia nyelvtudását is, ami jegyessége idején még nem felelt meg az udvari élet szükségleteinek. A gyermekkorában elsajátított angol nyelv mellett már uralkodónéként tanult magyarul (a sikertelen cseh kísérletet elvetve), valamint fia, Rudolf halálát követően mélyedt el az ó- és újgörög nyelv tanulásában.)

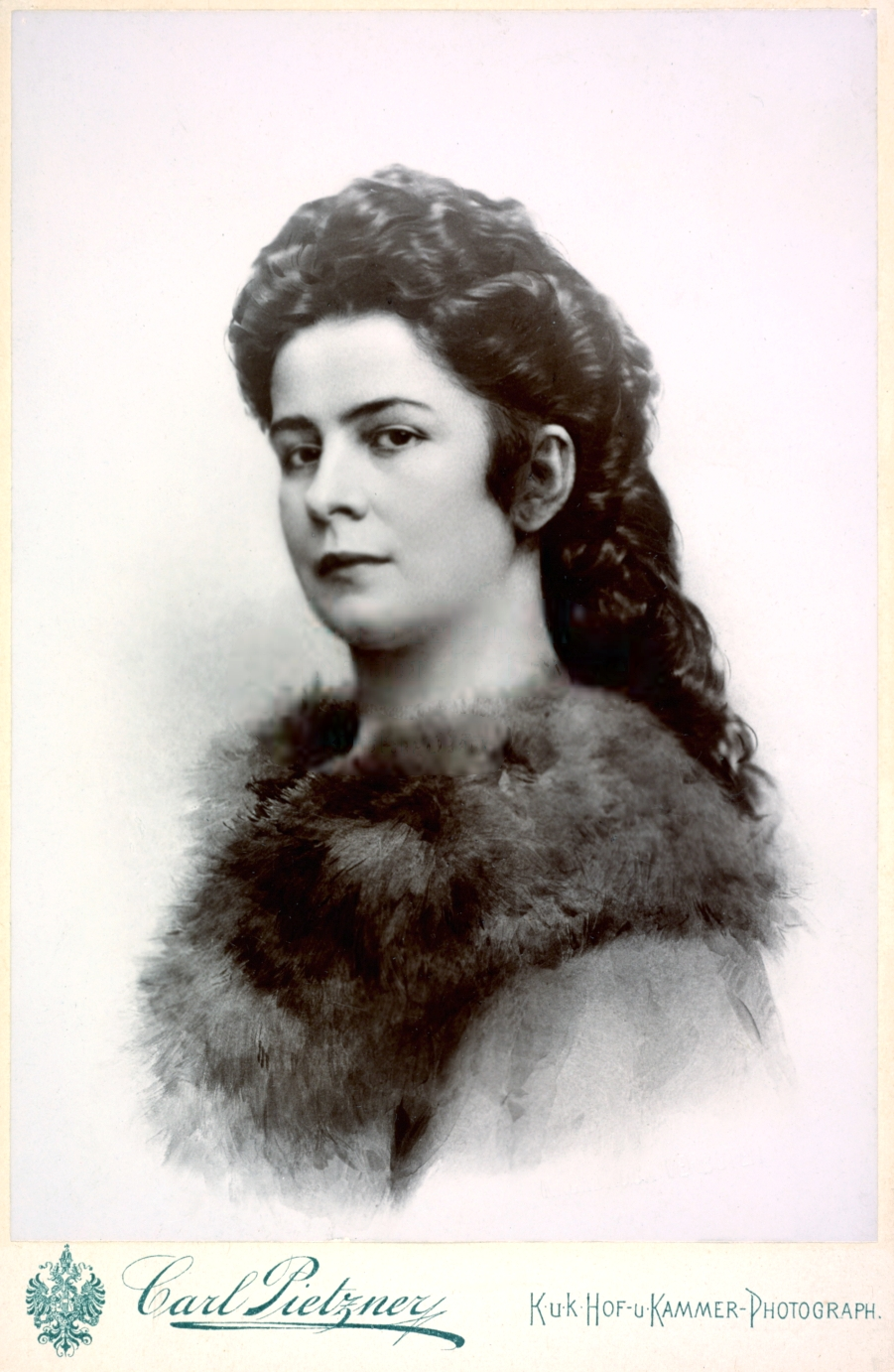
Carl Pietzner és Ludwig Angerer fényképe Erzsébetről, 1898

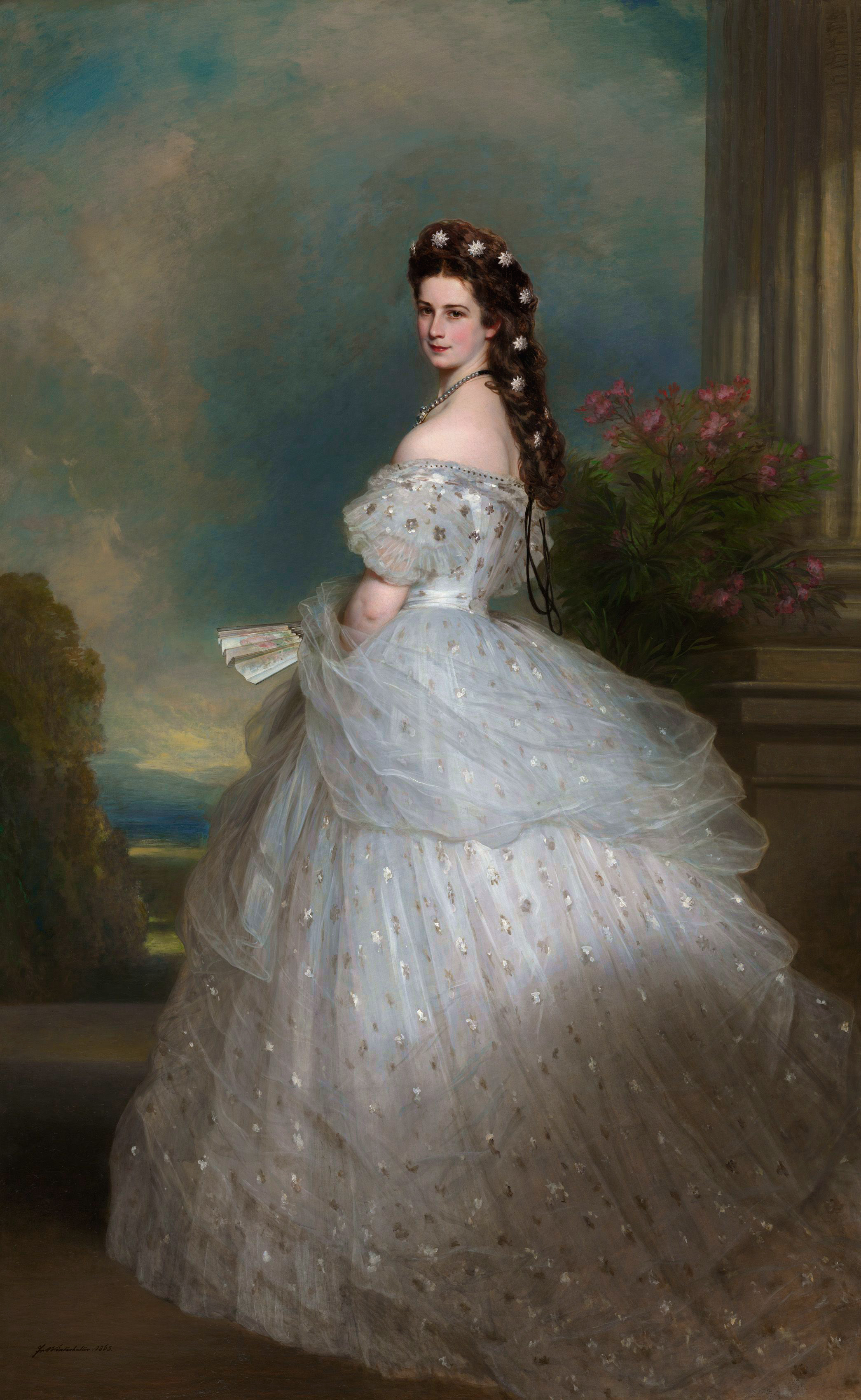
Erzsébet császárné Franz Xaver Winterhalter festményén

A fiatal császárné bécsi tartózkodásának kezdetétől nem találta helyét a számára idegen udvari környezetben, annak merev szokásrendszere miatt. Számára ezt elsősorban anyósa, egyben nagynénje, Zsófia főhercegné testesített meg, ki uralmat kívánt gyakorolni felette. Az uralkodót elfoglalták a mindenkori államügyek. Leterheltsége következtében nagyon kevés időt tölthetett feleségével. Ez a házasságkötést követő években mind belpolitikai, mind külpolitikai tekintetben válságos időszakokat okozott.
Az alig 16 évesen férjhez ment Erzsébet már házasságának első évében teherbe esett. 1855. március 5-én szülte meg első gyermekét, Zsófiát, majd 1856. július 12-én Gizellát. Anyósa, Zsófia főhercegasszony a családi konfliktus elmélyüléséhez vezető döntésével a császári gyermekek szobáit áthelyezte a szülői lakosztályoktól távol, a Hofburg másik szárnyába, a saját apartmanjai mellé. E döntésével Erzsébetet a családi életében is háttérbe szorította. Az anya csupán látogatóként kereshette fel gyermekeit úgy, hogy egész teremsorokon kellett áthaladnia. Ennek következtében többnyire népes udvari „csoport” (a Zsófia főhercegasszony által kijelölt gondozók, nevelők és legfőbb udvari bizalmasai) körében találta leányait. Nevelésük korai alakítására nem volt befolyása, mivel a császár anyja túl fiatalnak/éretlennek (magát is nevelésre szorulónak) tartotta a kamaszkorú Erzsébetet a gyermekek felelősségteljes (rangjuknak megfelelő) neveléséhez, részben jogosan. Erzsébet e törekvését egyfelől anyósa irányában megmutatkozó rosszindulata esetleges megnyilvánulásaként értelmezte, amivel tovább fokozta bizonytalanságát és kisebbrendűségi érzését. A kortársak visszaemlékezései egybehangzóan arra engednek következtetni, hogy lassan kibontakozó szépségének egyetlen egy kényes pontját rossz fogai jelentették, mely még inkább felerősítette félszegségét, viszonylagos szótlanságot eredményezve. Ennek palástolására gyakran zsebkendőt használt, illetve beszéd közben is lehetőség szerint alig nyitott ajakkal kísérelte meg ezt kevéssé láthatóvá tenni, így sokszor halkságával párosulva érthetetlen volt megszólalásaiban, ami az egyes udvari rendezvényeken rendkívül sok kellemetlen, esetenként komikumra is okot adó helyzetet teremtett. Az udvari társadalom többsége félszegségét, illetve nevelésének hiányosságait kellő intelligencia hiányának vélték, amihez francia nyelvben való kifejezőkészségének korlátai is szerepet játszottak és a kezdeti periódusban „szép Butuska” gúnynévvel illették.
1857 tavaszán Erzsébet hosszúra nyúló családi konfliktus elmélyülésével, gyermekei „felügyeleti jogáért” vívott küzdelemben időszakos eredményt ért el, az uralkodó támogatásával, úgy határoztak, hogy a tervezett magyarországi szemleúton gyermekeik is megjelennek. (Nagyobbik lányuk, Zsófia az 1856–57 telén zajlott itáliai látogatásukon is részt vett.) A már Bécsben is gyengélkedő gyermekek – a korabeli diagnosztika folytán – számára levegőváltozást megfelelőnek vélték, könnyebb gyermekbetegségnek (fogzási láznak) vélve tüneteiket. Budán Zsófia állapota (a téves diagnózis folytán alkalmazott kezelés sikertelenségének eredményeként) kritikussá vált, erről a Debrecenben tartózkodó szülőket késve értesítették, akik gyermekük haldoklására érkeztek meg Pest-Budára. Az alig kétéves Zsófia május 29-én tífuszban hunyt el. A tragédia hatására Erzsébet teljesen összeomlott, s a jelzett időszakban anyósa gondoskodása alatt folytatódott Gizella nevelése. (A szülők fájó emlékeik elkerülésére új lakosztályba költöztek.)
E rendkívül megterhelt lelkiállapot végigkísérte következő várandósságát is. 1858. augusztus 21-én Laxenburgban látta meg a napvilágot a várva várt utód, Rudolf koronaherceg, mindazonáltal Erzsébet udvari társadalomban elfoglalt pozícióján nem változtatott, továbbra is „kívülállóként” kezelték.
Házassága válságba került, amiben jelentős szerepe volt anyósa mindenre kiterjedő befolyásának és kontrolljának, illetve Erzsébethez kötődő féltékenységének; e konfliktus az udvari klikkek uralta miliőben még inkább elmérgesedett. Ehhez Erzsébet és Ferenc József eltérő életfelfogása és egyénisége is jelentős mértékben hozzájárult. Az uralkodónén a folyamatos gondterheltség, a magánéleti tragédiák és a teljesíthetetlen elvárások már házassága korai szakaszában megnyilvánuló betegségek sora hatalmasodott el, melyek jelentős részét pszichoszomatikusnak vélik, mindazonáltal fiatal, fejlődésben lévő szervezetét rendkívüli módon megterhelték házasságának első négy évében kihordott terhességei. Elhatalmasodó depresszióját a (kislánya halálát követő) feldolgozatlan gyász is felerősítette, a családi konfliktussokkal párosulva idegállapotának megromlásához vezetett, a hosszú éveken át tartó permanens küzdelem az uralkodó szeretetéért, anyósa befolyásának csökkentéséért, és az udvari környezetben való elfogadtatásáért.
Orvosa levegő- és környezetváltozást tanácsolt, az újabb kutatási eredmények – Katrin Unterreiner – igazolni látszanak azon korábbról is ismert felvetést, hogy az uralkodó gonorrhoeával fertőzte meg Erzsébetet, amit a korabeli diagnosztikai nehézségek folytán (kezdeti fázisban) nem tudtak megkülönböztetni a szifilisztől, amit gyakran arzénnel kezeltek, erre utalnak az uralkodó pár esetében is Unterreiner által feltárt udvari receptkönyvek bejegyzései is. Erzsébet 1860 novemberében hosszabb időre elutazott, amit a nyilvánosság előtt (hivatalosan) légúti problémái kezeléseként jelenítettek meg. Először Madeirán töltött több hónapot, majd rövid bécsi visszatérését követően Korfu szigetén folytatta kúráját. Szűk számú úti kíséretében magyarok is voltak: Hunyady Imre gróf és húga, Hunyady Karolina (Lili) grófnő, akiktől elkezdett magyarul tanulni. (Egyes források szerint ezt megelőzően is elsajátított néhány magyar kifejezést, így jegyessége idején történelem oktatásáért felelős, Majláth Jánostól, valamint az 1857-es magyarországi körútra készülve, később Rudolf trónörökös dajkájától is tanult magyar szavakat.) Az uralkodóné feltehetően egy családi egyezség nyomán először Velencébe ment további gyógyulást remélve, ahová kérésére a gyermekei is megérkeztek.

### „Politikai karrier”[27]

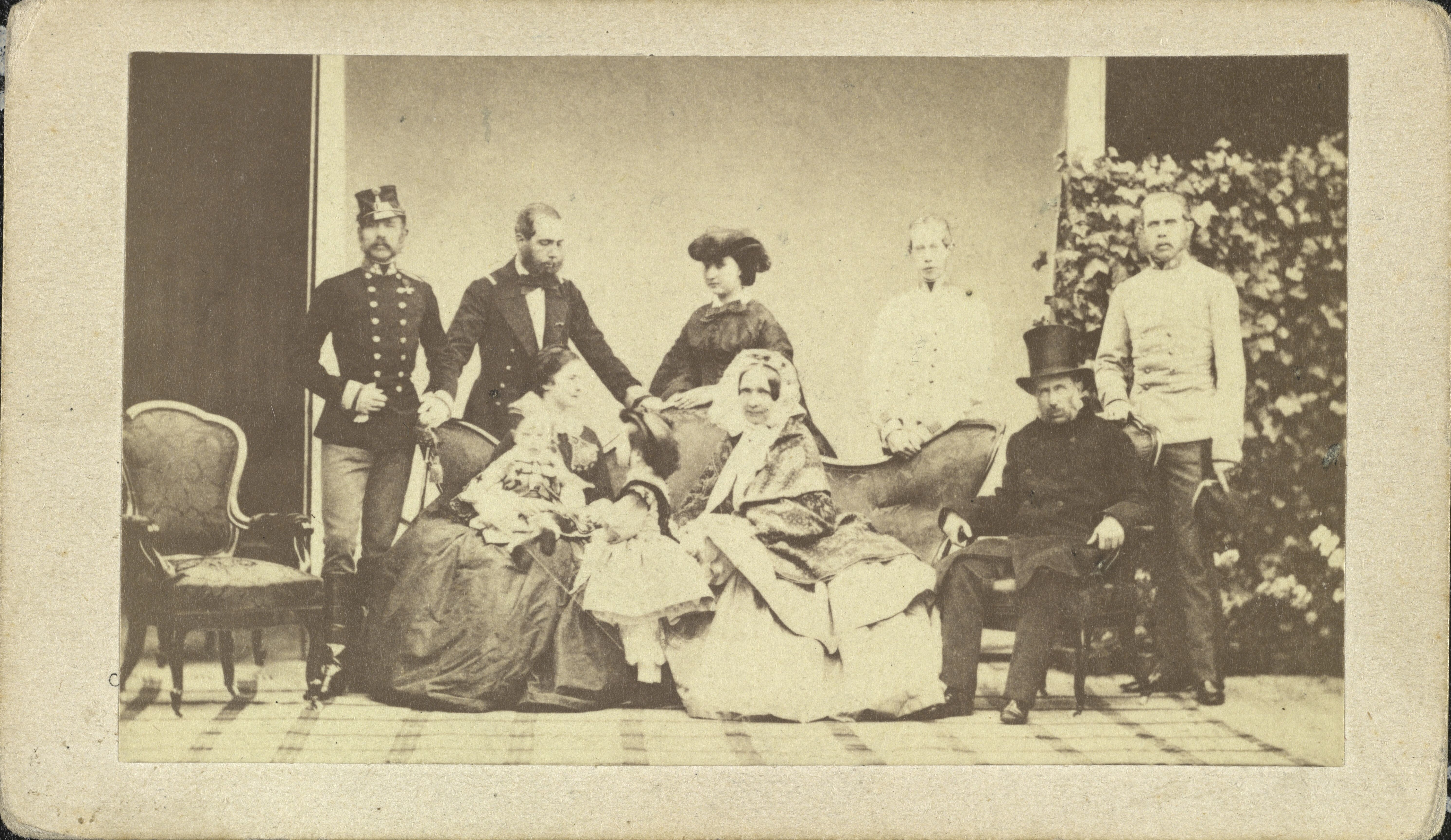
Ferenc József szüleivel, fivéreivel, sógornőjével, feleségével és két gyermekével (1861)

A hosszúra nyúlt velencei tartózkodást, majd Bad Kissingen-i kúrát követően, csupán 1862-ben jelent meg ismét Bécsben. Visszatérésének feltételéül szabta bizonyos változtatások keresztülvitelét, másrészről távolléte idején felnőtt, ennek következtében több ponton is sikeresen keresztülvitte akaratát anyósa, Zsófia főhercegasszony ellenében. E változások részeként egyre kevésbé volt hajlandó elfogadni korábbi (háttérbe szorított) helyét az udvari társadalomban, noha rangja tekintetében elsőség illette volna meg, mindazonáltal e jogok többségével (ténylegesen) az uralkodó anyja rendelkezett.
Visszatértét követően is folytatta a Madeirán megkezdett magyarnyelv-tanulását, ennek újbóli rendszeressé válása Homoky Imre 1863. február 9-ei szolgálatba lépésével vette kezdetét. E professzionálisabb képzés kiegészítésére, nyelvkészsége fejlesztésére magyar társalkodónőt keresett. Legyőzve az udvari ellenállást, az 1864-ben udvartartásába kerülő Ferenczy Ida személyében nemcsak kitűnő beszélgetőpartnerre, hanem bizalmas barátra is lelt. Döntésével ismét újabb, az udvari személyi politikát alapjaiban érintő bonyodalmat okozott, tekintettel a kiválasztott hölgy alacsony (köznemesi) származására. Ennek következtében számos megalázó szituáció teremtődött tekintettel arra, hogy kellő származás hiányában nem volt jogosult az udvari rendezvények jelentős részén való jelenlétre, végül e helyzet „felemás” megoldását brünni alapítványi hölggyé való kinevezése jelentette.
Ferenczy Ida udvari szolgálatba kerülésének története forráshiány következtében máig feltáratlan. Falk Miksa lejegyzésében vált ismertté, hogy információi szerint az Erzsébet számára felterjeszteni kívánt listára végül egy idegen kéz által írt név is felkerült. Bizalmas kapcsolatuk kiváltotta az udvari környezet rosszallását, hiszen a magyar felolvasónő nem csupán rangjának kijáró befolyással bírt, hanem Erzsébet mellett titkári teendőt is ellátott  amellett, hogy a személyzetre vonatkozó, illetve egyéb személyes jellegű döntések meghozatalában is segítségére volt baráti tanácsaival. Ferenczy Idának jelentős szerepet tulajdonítanak abban, hogy Erzsébet figyelmét a magyar nyelv és irodalom mellett a magyarkérdésre irányította.
Másik igen kedvenc udvarhölgye a zalai grófnő Festetics Mária (1839–1923), akiről azt írták, hogy „… úgyszólván reggeltől estig a királynéval töltötte egész idejét. Valami rendkívüli kedvesség fölött rendelkezett. Meg tudta nyerni – ha akarta – a legfanyarabb embert is. Mindenről volt egy jó megjegyzése vagy egy bájos szava… Mindig élvezet volt vele tölteni az időt. Erzsébet királyné csakhamar annyira megszerette, hogy csak rövid órákig tudott ellenni nélküle. Napjának legnagyobb részét vele töltötte, nem ment ki sétára, látogatóba, színházba hogy kedves udvarhölgyét ne vitte volna magával. S ha egyedül voltak, soha se beszéltek másként, mint magyarul. Ezt annyira megszokták, hogy – mint Festetics grófnő beszélte – ő mindig felneszelt, ha a királyné idegenek társaságában néha más nyelven szólott hozzá. Első pillanatban ilyenkor észre sem vette, hogy hozzá beszél.” Harminckét külföldi útjára kísérte el a királynét Festetics Mária grófnő. Utolsó alkalommal annyira kimerült, hogy Párizsban, mikor beszállottak a vasúti kocsiba, hogy hazatérjenek: összeesett. A velük utazó udvari orvostól tudta csak meg a királyné, hogy minő fárasztó udvarhölgye számára a vele való utazás. A következő évben, 1898-ban egy fiatalabb hölgyet vitt magával, Sztáray Irma grófnőt. Ez volt a királyné utolsó utazása, ekkor esett az orgyilkosnak áldozatul Genfben. Festetics Mária grófnő összesen 29 évig szolgálta az uralkodónét.
Bár a kortársak egy része, illetve a kultusz közismertsége révén a mostani közvéleményben is Erzsébet személyes közbenjárásnak, illetve az uralkodóra gyakorolt „jó” befolyásának tulajdonítanak tévesen számos (az enyhülés folyamatát eredményező) politikai döntés meghozatalát, közöttük az ostromállapot megszüntetését az esküvői ünnepségek apropóján, ahogyan a későbbi amnesztiahullámot is. Ennek hátterében a keresztény-feudális uralkodókép továbbélésének hagyománya állt, miszerint az alattvalóknak is részesülniük kell az uralkodó örömünnepeiből.
A korábbi családi küzdelmek betetőzését jelentette, egyúttal újabb komoly összeütközésre okot adó konfliktusra a Rudolf életét veszélyeztető katonai képzés miatt került sor. Erzsébet utazásáról visszatérve rendkívül aggasztónak vélte fia állapotát, szembesülve Gondrecourt szigorú, katonás nevelésének Rudolfra tett kedvezőtlen hatásával. Az uralkodó anyjával egyetértésben ettől remélte a sokat betegeskedő gyermek fizikai megerősödését, valamint a később nélkülözhetetlennek vélt uralkodói erények korai rögzítését. A katonás szigorúság és a bátorságra nevelés ugyan korábban is hozzátartozott egy trónörökös neveléséhez, azonban esetében nevelői nem vették figyelembe Rudolf fizikai és lelki adottságait. Erzsébet 1865 augusztusában ultimátumot intézett férjéhez, amelyben kilátásba helyezte a nyilvános szakítást (az udvar és férje elhagyásával), arra az esetre, ha kérése nem lelne meghallgatást. „Függetlenségi nyilatkozatában”, hosszú évek hiábavaló harcainak eredményeként sikerült kivívnia nem csupán gyermekei felügyeleti jogának kizárólagosságát, ami több ponton ellentmondott a családi törvénynek, lévén e jogokkal a mindenkori családfőt (ez esetben Ferenc Józsefet) ruházta fel. Emellett saját önrendelkezési jogát is biztosítani tudta, amely tartózkodási helyének és környezetének megválasztására is kiterjedt. (Az uralkodó mindvégig tartotta magát ekkor elfogadott megállapodásukhoz.) 

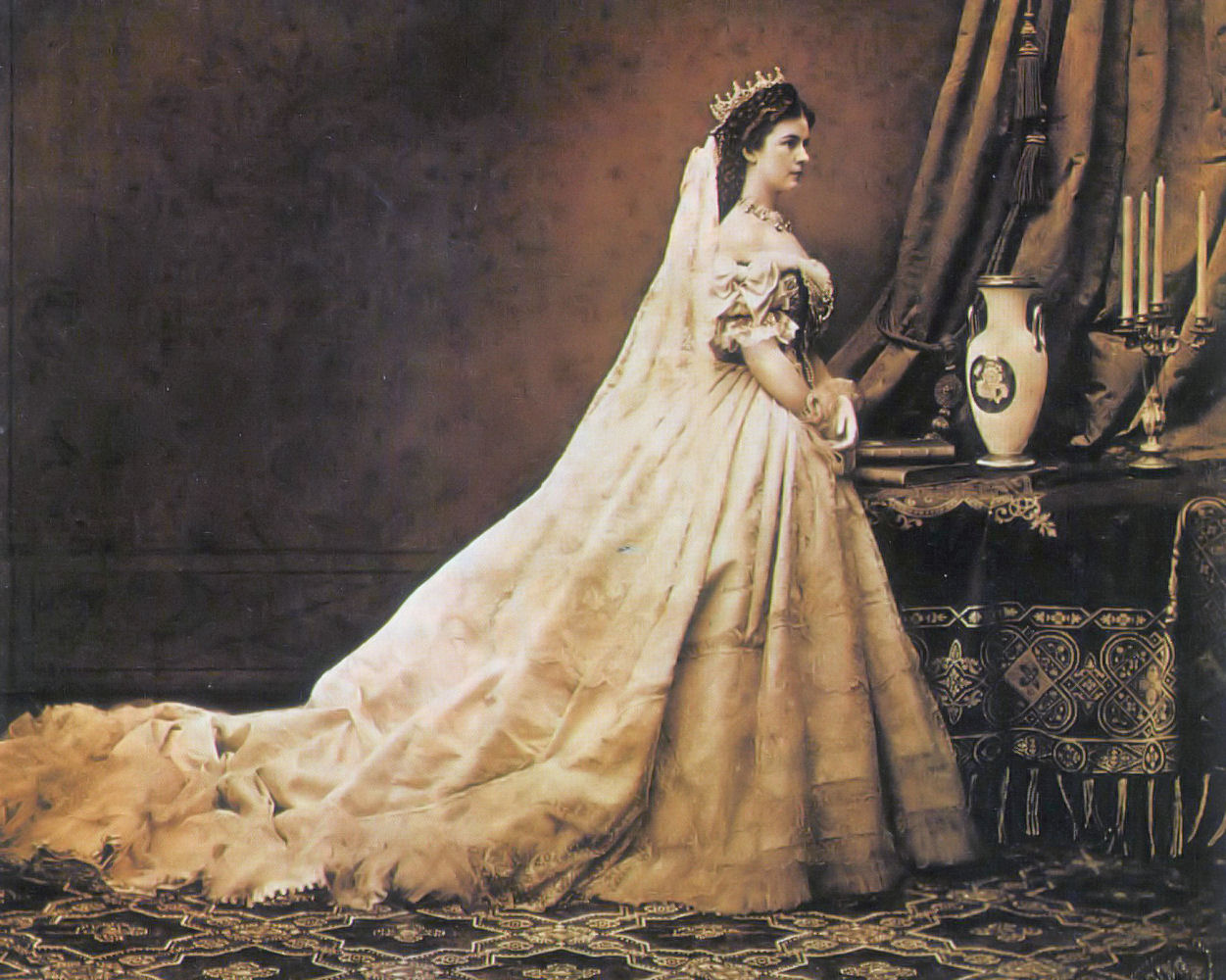
Erzsébet királyné magyar koronázási öltözékében (Emil Rabending felvétele, 1867)

Erzsébet a kezdeti elszigeteltségből feltehetően az uralkodói hivatalos látogatások során szembesült az egyes területeken élő alattvalók közvetlen problémáival. Később más információforrás híján a sajtóból tájékozódott az aktuális politikai helyzetről. Közjogilag az uralkodó feleségének nincsenek politikai feladatai, szerepköre elsődlegesen a reprezentációra és a női mecenatúra területére terjed ki. Erzsébet sokak által kitűnőnek vélt politikai érzéke ellenére ritkán nyilvánított véleményt politikai kérdésekben, tekintettel arra, hogy az uralkodó kezdetben e téren egyáltalán nem tekintette partnernek, noha anyjával továbbra is konzultált államügyekről is. Erzsébet esetében a fordulatot vélhetően az itáliai válság, valamint a német egység létrejöttének epizódjai jelentették családi érintettsége révén.
A poroszoktól 1866. július 3-án elszenvedett königgrätzi csatát követően a minisztertanács döntésének megfelelően Magyarországra indult, Pest-Budára érkezésekor Deák Ferenc és a kiegyezést előkészíteni óhajtó politikai elit jelentős része is megjelent indóházi fogadtatásán, támogatásukról biztosítva. (A pályaudvarról egyenesen a háborús sebesültek látogatására, a Ludovikára hajtatott.) A korábbi 1866. év eleji látogatásán kialakult kapcsolatrendszerre támaszkodva igyekezett férje segítségére lenni, megakadályozandó a többfrontos háború kialakulást, megőrizni a birodalom egységét fia számára. Villámlátogatását követően (július 12-én) visszautazott Bécsbe referálva a magyarországi fogadtatásról, majd gyermekeivel (Rudolffal és Gizellával) 13-án tért vissza Budára. Reprezentatív szerepén ezúttal ténylegesen túllépve, önálló politikai tényezőként cselekszik, többször tárgyal Andrássy Gyulával, javaslatokat tesz Ferenc Józsefnek a lehetséges megoldásról, amely már a korábbi tárgyalások (1865-től) során is körvonalazódott, noha az országgyűlés (háború miatti) berekesztésével a megegyezést kívánó politikusok nem folytathatták e keretek között a már megkezdett megegyezés formáit kereső egyeztetéseket. Számos történész, így Brigitte Hamann is úgy véli, Erzsébet női eszköztárával presszionálta az uralkodót a magyarokkal való kiegyezés mielőbbi elfogadására, másfelől azzal is érvelve, hogy Rudolf számára csak ily módon menthető meg a birodalom. (Emellett Hamann Erzsébet – osztrák oldalról túlzónak és veszélyesnek vélt – Andrássy iránti vonzalmát nevezi meg legfőbb katalizáló erőként, mintegy a magyar politikus „fanatizált eszközeként” jelenítve meg Erzsébetet, noha kettejük kapcsolata a későbbiekben is – ezen alapokra visszatekintve – leginkább tanácsadói, baráti jellegű volt.) Erzsébet végül gyermekeivel (a békekötést követően) az egyre súlyosbodó kolerajárvány következtében 1866. szeptember 2-án tért vissza Bécsbe. (Erzsébet magyar nyelvi képzésének folytatását 1866 őszétől Falk Miksa veszi át, felkérésének körülményei máig tisztázatlanok.)
A tárgyalások felgyorsulását a prágai béke megkötése, illetve a lezajló személycserék – Ferdinand Beust külügyminiszteri kinevezésével – eredményezték, az uralkodói hajlandósággal párosulva. (Ekkorra az uralkodó számára is nyilvánvalóvá vált: a magyarokkal való megegyezés nélkül már nem lehet tovább fenntartani – a katonai vereség után elvesztett itáliai területek nélküli – birodalom egységét.) 1867. február 20-án megalakult Andrássy vezette kabinet beterjesztése nyomán az országgyűlés 1867. március 20-án fogadta el a kiegyezést (1867. évi XII., XIV., XV. és XVI. törvénycikkeket), amely a paritás elvén szerveződő alkotmányos monarchia – Ausztria-Magyarország (vagy későbbi névváltozatban Osztrák-Magyar Monarchia) – megalakulásának egyik fontos állomását jelentette. Az uralkodópár, (Ferenc József többszöri, tárgyalásokkal összefüggő látogatását követően) 1867. május 8-án érkezett Pest-Budára, próbálva népszerűségre szert tenni. A koronázásra hosszas egyeztetések, előkészületek után egy hónappal később, június 8-án került sor a budavári Nagyboldogasszony Templomban. A királynékoronázás Erzsébet „közbenjárásának” mintegy elismeréseként (az uralkodó koronázásával egy napon) közvetlenül Ferenc József megkoronázását követően zajlott. A koronázáshoz kötődő hagyományok kölcsönös ajándékozási gyakorlatot is jelentettek, ennek részeként kapták használatra a koronauralomként kezelt (pihenő rezidenciaként funkcionáló) gödöllői kastélyt, és a hozzá tartozó (vadakban gazdag) birtokot. Az uralkodópár számára koronázási ajándékként felajánlott 50-50 ezer aranyat az 1848–49-es szabadságharc hadiözvegyei, árvái és rokkantjai javára létesülő alap számára ajánlották fel. Erzsébet Ferenc József adományát követve szintén hasonló módon járt el, s noha e megbékélést szolgáló gesztus kieszközölését a kortársak egy része Erzsébetnek tulajdonította, valójában – Lónyai Menyhért közvetítésével – Deák javaslata került megvalósításra. (A koronázás tervezett ünnepségsorát jelentős mértékben befolyásolta egy közeli családtag a (Albrecht főherceg lánya) Matild június 6-ai elhunytával elrendelt gyász.)

### A kiegyezés után

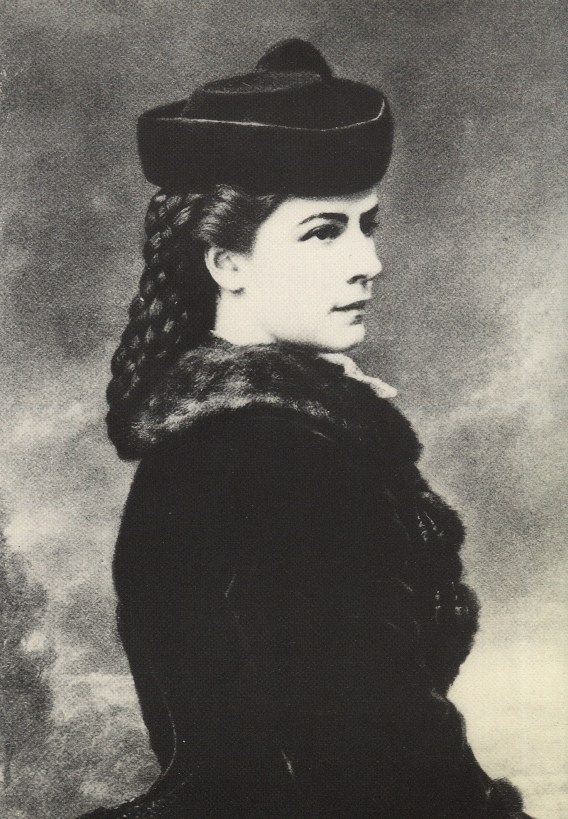
Erzsébet királyné

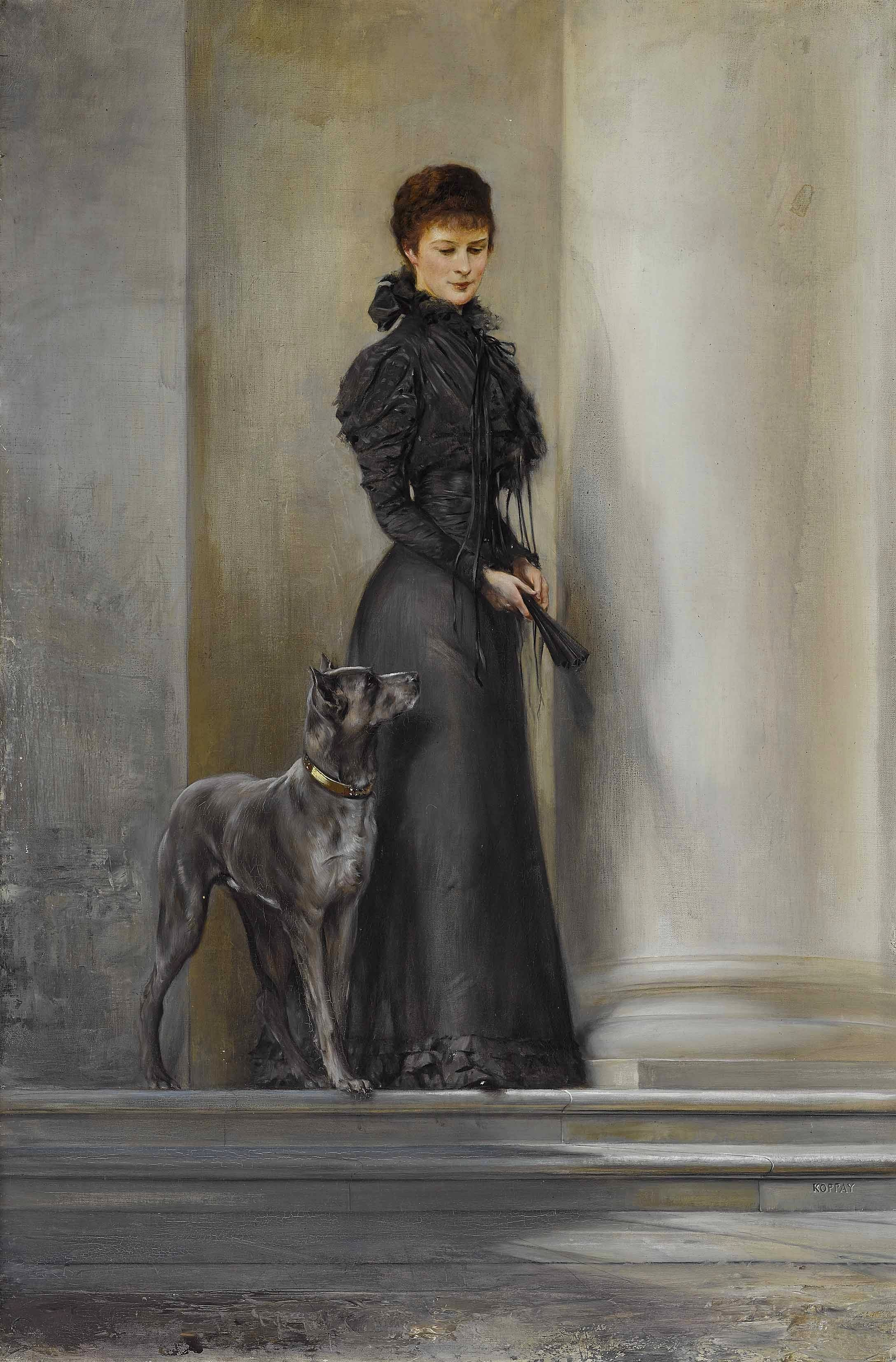
Erzsébet királyné az Ahílio lépcsőjén, Koppay József Árpád festménye

Tíz évvel Rudolf születését követően – a budai palotában Erzsébet húgának, Mária nápolyi exkirálynénak jelenlétében – 1868. április 22-én jött világra az uralkodópár negyedik gyermeke, Mária Valéria. Az udvari társadalom egyes tagjai gúnyosan Einzigének (Egyetlenkének) nevezték, utalva arra, hogy Gizellával és Rudolffal ellentétben a késői, nagyon várt gyermekek agyonóvott sorsa jutott neki osztályrészül. (Másfelől tőlük a korkülönbség folytán is valamelyest elszeparálva nevelkedett, Erzsébet közvetlen közelében, egészen házasságkötéséig szoros, szimbiotikus kapcsolatban.) Emellett szintén gúny tárgyát képezte körükben Erzsébet azon törekvése is, hogy mielőbb megtanuljon (az általa udvari közegben legfőbb bizalmasaival használt nyelven) magyarul, akit ennek folytán „magyar gyermek” névvel is illettek, másrészről esetlegesen arra a korabeli rosszindulatú szóbeszédre való utalásként is, amely Andrássy apaságát feltételezte, tévesen. Erzsébet Hamann kutatásai szerint, melyre egyébiránt szülése előtt keletkezett verse is utal: legkisebb gyermekét a magyar trónra szánta volna, s feltehetően megkönnyebbüléssel fogadták udvari körökben a lánygyermek születését. Egy újabb fiú világra jötte esetén felerősödhettek volna a szeparatista törekvések, s egyes függetlenségpárti értelmezések szerint a Pragmatica sanctio, illetve valamennyi későbbi megállapodás ellenére az uralkodó Magyarországon született utóda lehetett volna a magyar trón várományosa, s ennek elfogadásával, illetve a korábbiak módosításával a magyar korona országai elméletileg elszakadhattak volna Ausztriától. (Emiatt zárkóztak el a későbbiekben attól a magyar törekvéstől is, miszerint Rudolf nagykorúságát elérve Budán székeljen, ehelyett az uralkodó a prágai Hradzsinban jelölte ki lakhelyét.) Erzsébet anyósát szülésből kizáró törekvése, mely közrejátszott a budai helyszín választásában, rendkívül pozitív fogadtatást eredményezett Magyarországon, hangsúlyozva annak jelentőségét, amiben évszázadok óta nem volt részük a magyar alattvalóknak. (Ezt megelőzően az utolsó Magyarországon született királyi sarj, I. János fia, János Zsigmond volt, 1540-ben.)
Későbbi politikai szerepvállalása máig feltáratlan, verseiből kitűnik, hogy továbbra is foglalkoztatták politikai kérdések, mindazonáltal néhány kivételtől eltekintve nincs tudomásunk ennek „realizálódásáról”, noha jeles alkalmakkor reprezentált az uralkodó mellett. Andrássy külügyminiszteri kinevezését követően tudatosan távol maradt, attól félve esetlegesen az ő befolyását vélik felfedezni egyes döntésekben. Életének e szakaszában Mária Valéria nevelése mellett a döntő szerepet a lovaglás élsportolói szintű művelése jelentette számára. Az uralkodónéi kötelességek elhanyagolása folytán számos bírálat érte, nem csupán családi, udvari közegben. A nyilvános szférától való lehetőség szerinti visszavonulása önmegvalósításának része volt.

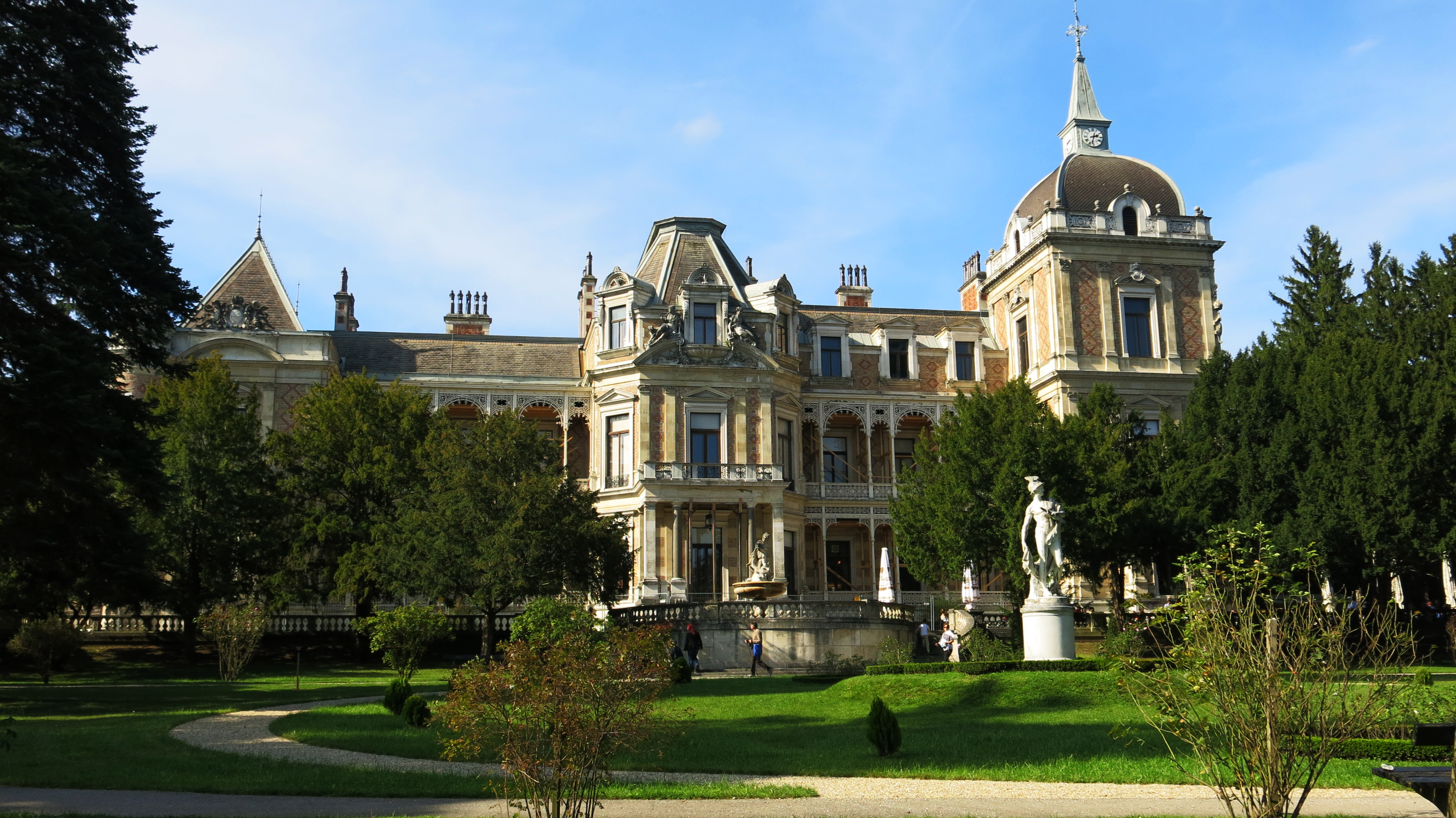
A lainzi Hermész-villa

Erzsébet életének utolsó évtizedét meghatározza fiának váratlan elhunyta és a tragédia feldolgozhatatlansága, illetve a haláleset jellegéből következően fellépő (halálig kísérő) lelkiismeret-furdalás. Rudolf 1889-ben Mayerlingben elkövetett öngyilkossága Erzsébetet rendkívül megviselte, teljesen átadva magát a gyásznak, ezt követően kizárólag fekete ruhát viselt (két kivételes alkalomtól eltekintve), valamint e visszavonulás részeként reprezentációs kötelezettségeit minimálisra csökkentette. Erzsébet szomatikus és pszichoszomatikus betegségei súlyosbodtak, és súlyos depressziója oldására vallásfilozófiai kérdésekkel kezdett ismételten foglalkozni, e fokozott szellemi megterheléstől remélve gondolatai elterelését, s valamelyest megnyugvást keresve, e célt szolgálta egyébiránt görög tanulmányainak folytatása is.
Az Erzsébetet útjain elkísérő tíz olvasó csaknem mind a húszas éveik közepén járt, és görög származású. A leghíresebb Konstantin Christomanos, a leendő drámaíró és színházi rendező volt, akinek Erzsébet-emlékiratait a bécsi udvar betiltotta. A többiek Nikos Thermoyanis ügyvéd, Roussos Roussopoulos, aki Erzsébetnek köszönhetően tiszteletbeli konzul lett Budapesten, Konstantin Manos, aki a törökök ellen harcoló lett Krétán, és Marinos Marinaky, a leendő sportember és társalapító. a híres görög Panathinaikosz futballklubja. Az utolsó oktató, aki a császárnőt kísérte, az angol-görög Frederic Barker volt. Közvetítőként is szolgált a korfui Achilleion-palota eladásáról szóló tárgyalásokon. Sisi halála után Barker továbbra is kapcsolatban maradt a császári családdal, és szabadkőműves lett. Erzsébetet útjaira egy svéd terapeuta, Arvid Ludvig Kellgren, is elkísérte, akinek még romantikus verseket is írt.
Kúrái következtében egyre keveset tartózkodott Bécsben, noha az uralkodó, személyes igényeinek figyelembevételével, már 1881-ben felépíttette számára a lainzi vadászkastélyt, amelyet 1885-től Hermész-villának neveztek, és ahol utolsó éveiben Erzsébet megszállt bécsi tartózkodásai során annak ellenére, hogy a kastély kivitelezését számos vonatkozásban elhibázottnak vélte. (Választásához vélhetően a Hermész-villa szűk befogadó tere is hozzájárulhatott, mert ennek következtében a kíséret jelentős része más helyszínen teljesítette szolgálatát.) Mária Valéria házasságkötését követően Erzsébet teljesen talajvesztetté vált, és ideje jelentős részét utazgatással töltötte.

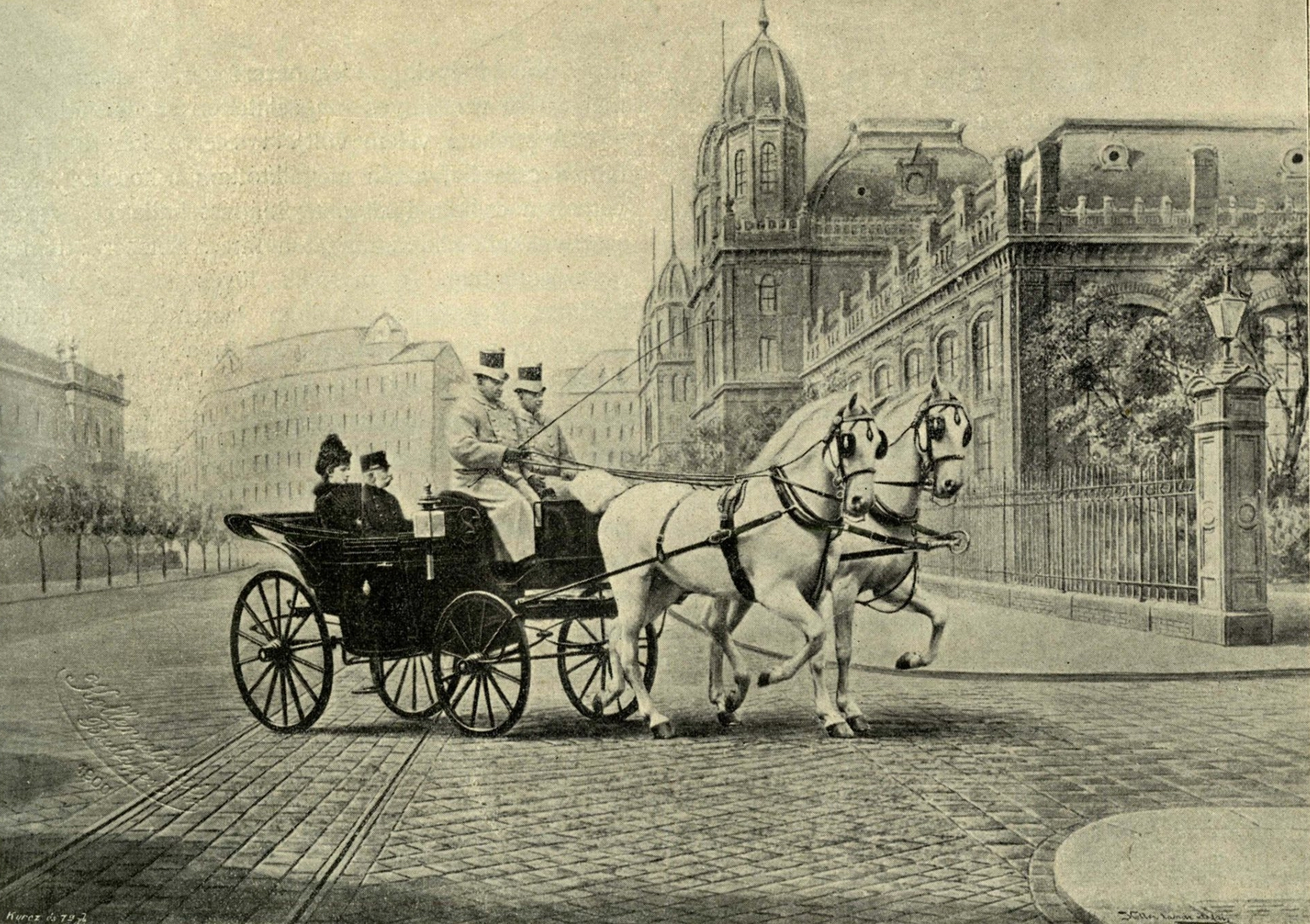
Erzsébet királyné utolsó látogatása Budapesten 1897-ben (a Vasárnapi Ujság illusztrációja)

Utolsó hivatalos magyarországi megjelenésére az 1896-os millenniumi ünnepségek megnyitása idején került sor. Mikszáth Kálmán sokat idézett tárcájában a fájdalmas anya (Mater Dolorosa) képe jelenik meg:
„A királyné lesüti fejét … és ez a hófehér arc egyszerre csak elkezd pirosodni … mindig jobban-jobban. Először csak nem olyan fehér többé, azután olyan, mint a frissen szűrt tej, mintha rózsaszínnel volna befuttatva, azután piros lesz, mint az élet, piros, egészen piros. Milyen káprázat! Ferenc József király mellett ott ült egy életpiros királyné. Egy percig tartott az egész. Szemei tágra nyíltak, a régi ragyogás kicsillant belőlük. S a szemekből, melyek úgy tudtak valaha mosolyogni, hogy egy szomorú országot vidítottak föl, egy könnycsepp buggyant ki. Százan és százan látták a drága cseppet. Megvolt a reciprocitás. Egy mosolygó ország föl tudta vidítani a királynét.”

## A merénylet

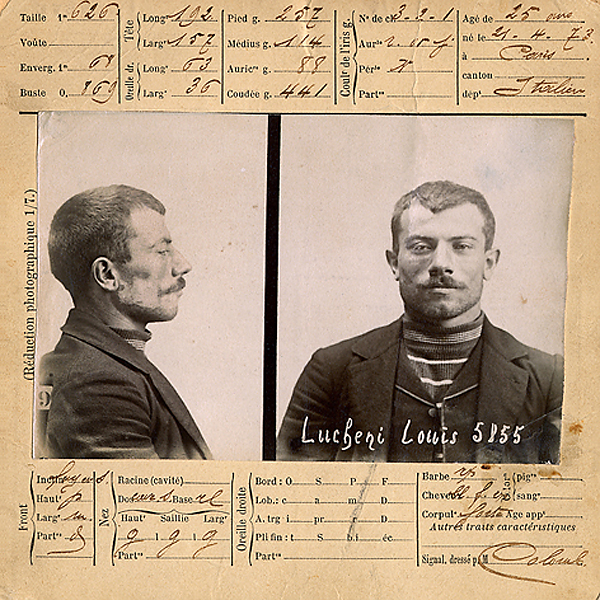
A merénylő, Luigi Lucheni rendőrségi fényképe

Erzsébet 1898. szeptember 9-én Genfbe utazott annak ellenére, hogy kísérete nem tartotta kellően biztonságosnak és előkészítettnek az ottani látogatását, próbálva lebeszélni ez irányú terveiről, sikertelenül. Másnap a kis számú (úti)kíséretének vele maradt tagjával, Sztáray Irmával a Beau Rivage Szállóból a Genfi-tó partján húzódó sétányon a hajóállomásra sietett, amikor Luigi Lucheni olasz anarchista fellökte, és egy hegyesre élezett reszelővel szívtájékon szúrta.
Az elkövető vallomásában magára vállalta a merénylet kizárólagosságát, arra is utalva, hogy nem Erzsébet volt az eredeti célpontja, hanem Fülöp orléans-i herceg, s az ő váratlan távozását követően döntött arról, hogy más, úgyszintén prominens személyt kíván „helyette” megölni, lehetőleg valamely uralkodócsalád tagját. Ekkor értesült a sajtóból Erzsébet genfi tartózkodásáról. A rablótámadásnak vélt merényletet követően Erzsébetet járókelők – udvarhölgye közreműködésével – felsegítették, és tovább folytatva sétájukat elérték az induló hajót. A királyné a fedélzeten azonban rosszul lett, kísérői a fűzője meglazításakor szembesültek sebesülésével. A királyné utolsó mondata magyarul hangzott el, udvarhölgyéhez szólva kérdezte: „Mi történik velem?” A kapitány Sztáray kérésére visszatért a kikötőbe, ahonnan hordágyon szállították az eszméletét vesztett uralkodónét korábbi szállodai lakosztályába. Az ellátására kirendelt orvosok már csak a halál beálltát tudták megállapítani. (Egyes újabb orvostörténeti vélekedések szerint, ha megfelelő kórházi ellátást kap és időben megműtik, a korabeli viszonyok esetén is megmenthető lett volna.[forrás?])
Valami misteriósus dicsfény födi az ő alakját, mintha régen, nagyon régen élt volna egy királyné, aki minket nagyon szeretett, aki értünk sokat tett. Hogy mit tett, nem bírjuk elemezni, történetkönyvek, okmányok, krónikák nem hirdetik világosan, de az érzésekben ott él és mint bizonyosság él az a tudat, hogy ez a szent asszony örködött a nehéz órákban Magyarország fölött, hogy az ő szivéből, melyet most átvert a gyilkos tőre, fakadtak ki elsőbben azok a sugarak, melyek most elöntenek fényükkel, melegükkel. A másik szőke asszony az isten anyja, akinek az alakja a pénzeinkre van verve, csak édestestvére ennek a mi érzéseinkben. Egyforma rangban él a kettő a hármas halom és kettős kereszt országában.

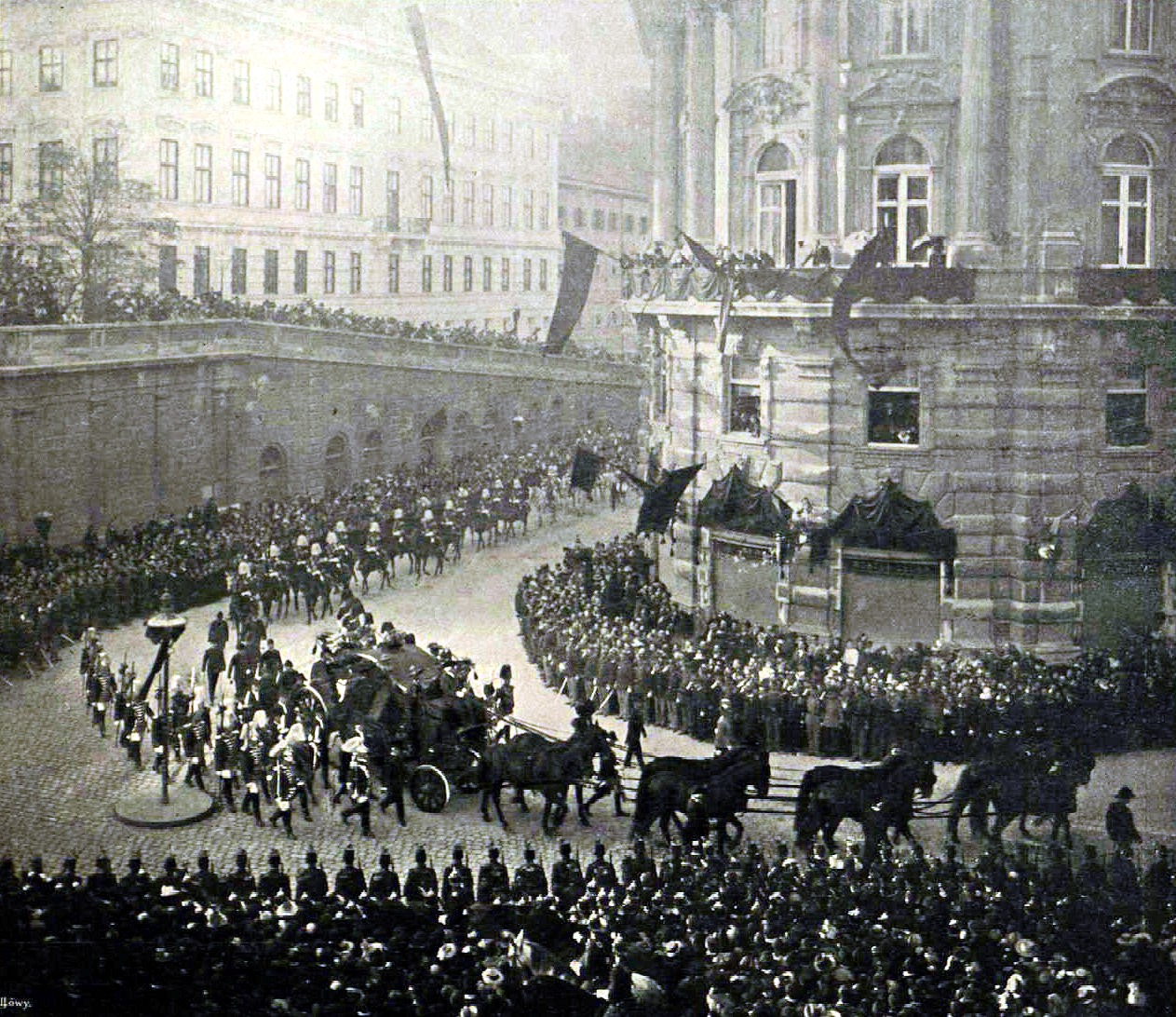
Erzsébet temetése Bécsben

A királyné holttestéért szeptember 11-én este udvari különvonat indult el Bécsből Genfbe. Holttestét teljes kíséretével szállították Bécsbe, temetésére egy héttel a merényletet követően, szeptember 17-én került sor. Erzsébetet a kapucinusok templomának császári kriptájában (Kaisergruft) helyezték végső nyughelyére fia, Rudolf koporsója mellé.

## Címei
Erzsébet Amália Eugénia, Ausztria császárnéja, Magyarország apostoli királynéja, Csehország, Lombardia és Velence, Dalmácia, Horvátország, Szlavónia, Galícia és Lodoméria, Illíria és Jeruzsálem királynéja, Ausztria főhercegnéje, Toszkána és Krakkó nagyhercegnéje, bajorországi hercegnő, Lotaringia, Salzburg, Stájerország, Karintia és Bukovina hercegnéje, Felső- és Alsó-Szilézia hercegnéje, Erdély nagyfejedelemnéje, Morvaország őrgrófnéja, Habsburg és Tirol hercegesített grófnéja.
1854-től a Gonzaga Eleonóra királyné által alapított Csillagkeresztes Rend védnökasszonya volt, ami a katolikus, jótékonykodó nemes asszonyok kitüntetése és szervezete volt.

## Költészete
Mészöly Dezső Sirály a Burgban című kötetében Erzsébet királyné verseit költészetként értékelte, és egy teljes tanulmányt állított össze annak bizonyítására, hogy Erzsébet királyné versei Heine-ihletésűek voltak, ám abszolút saját gondolatisággal, és a költészetének kiforrottabb időszakában már teljesen önálló stílusjegyekkel, stílusrendszerrel rendelkeztek.

## Emlékezete
Erzsébet királyné a magyar történelem népszerű alakja, emlékezete szerteágazó. Ezzel kapcsolatos további szócikkek az Erzsébet királyné emlékezete kategóriában találhatók.

### Emlékhelyek[85]

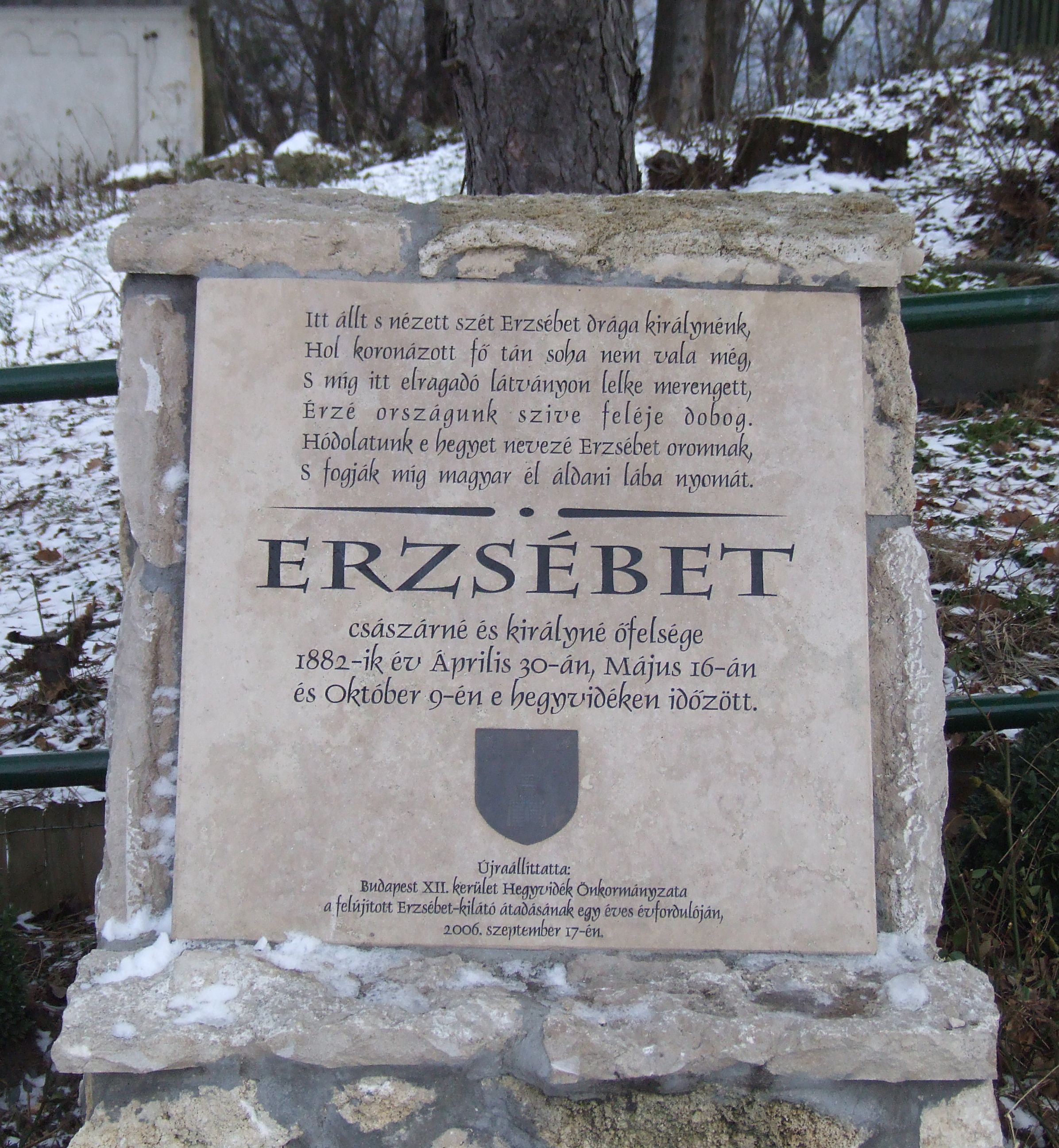
Emléktáblája, a róla elnevezett János-hegyi kilátónál
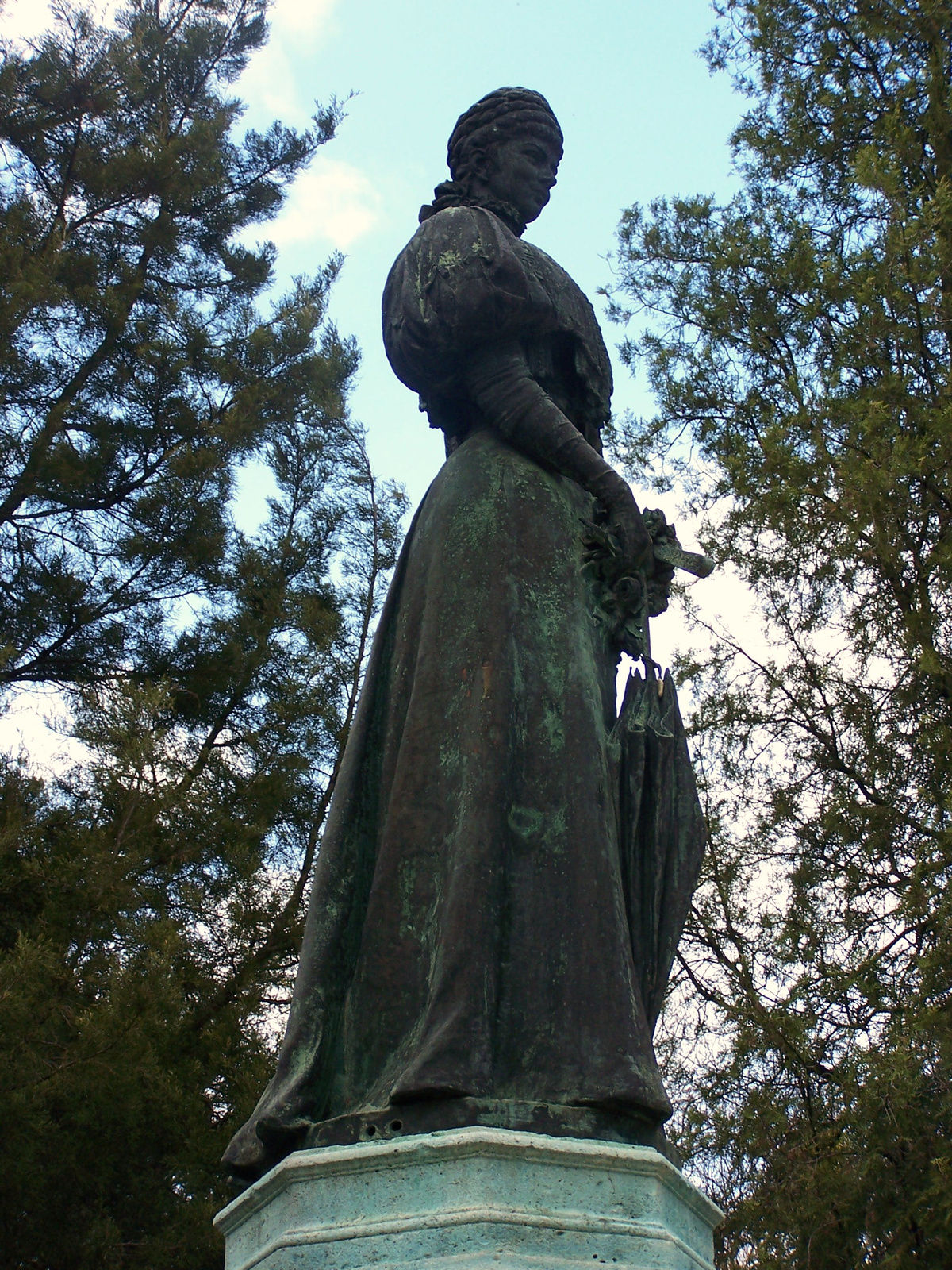
Szobra Gödöllőn, az Erzsébet-parkban
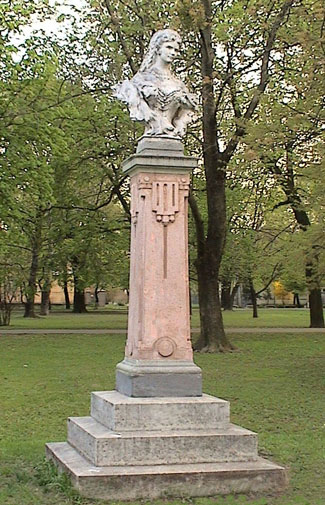
Szobra a miskolci Népkertben. Strobl Alajos alkotása
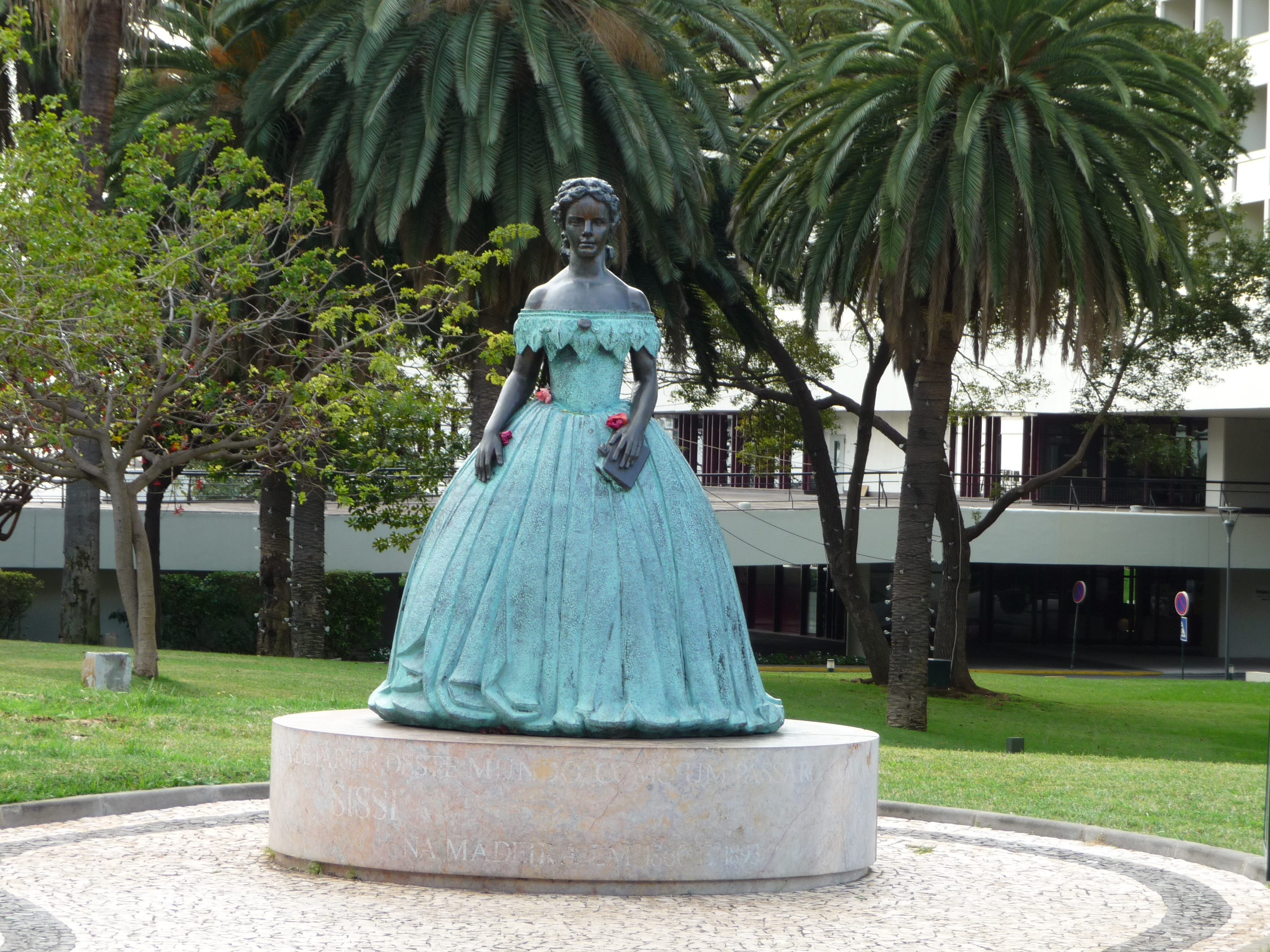
Szobra Funchalban, a kaszinó előtt
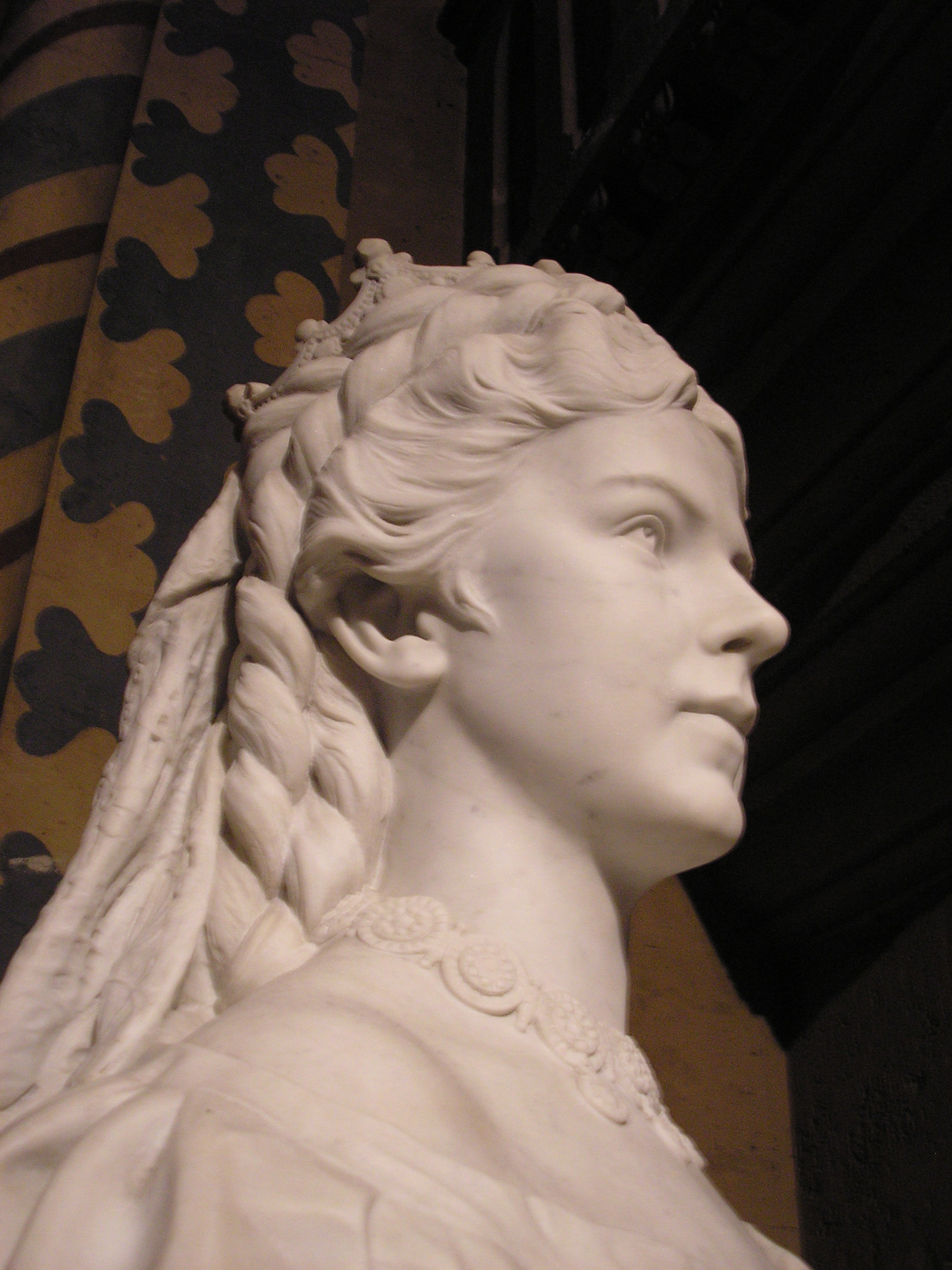
Szobra a Mátyás-templomban
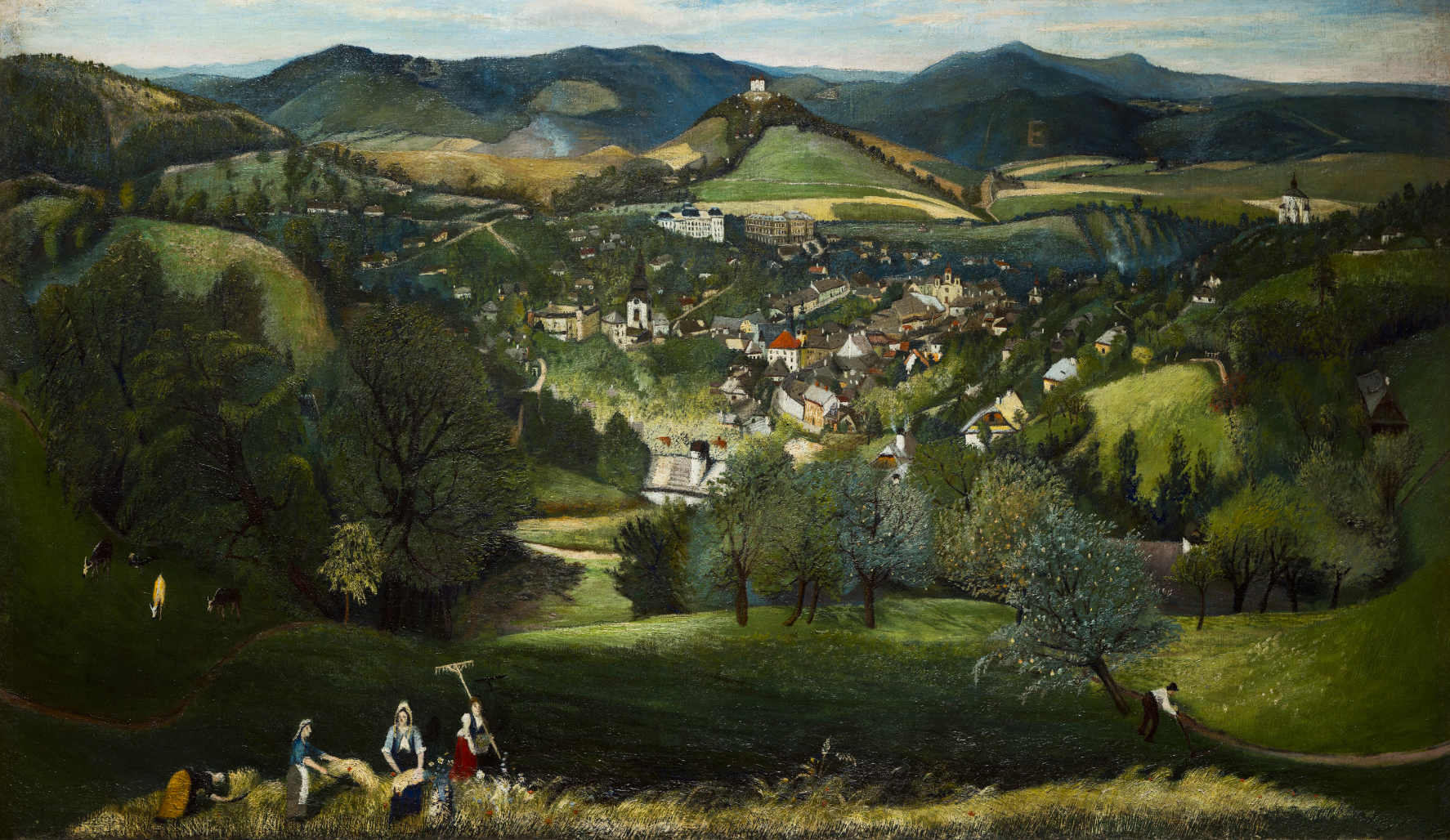
„E” alakú folt Csontváry Kosztka Tivadar selmecbányai látképén (1902)
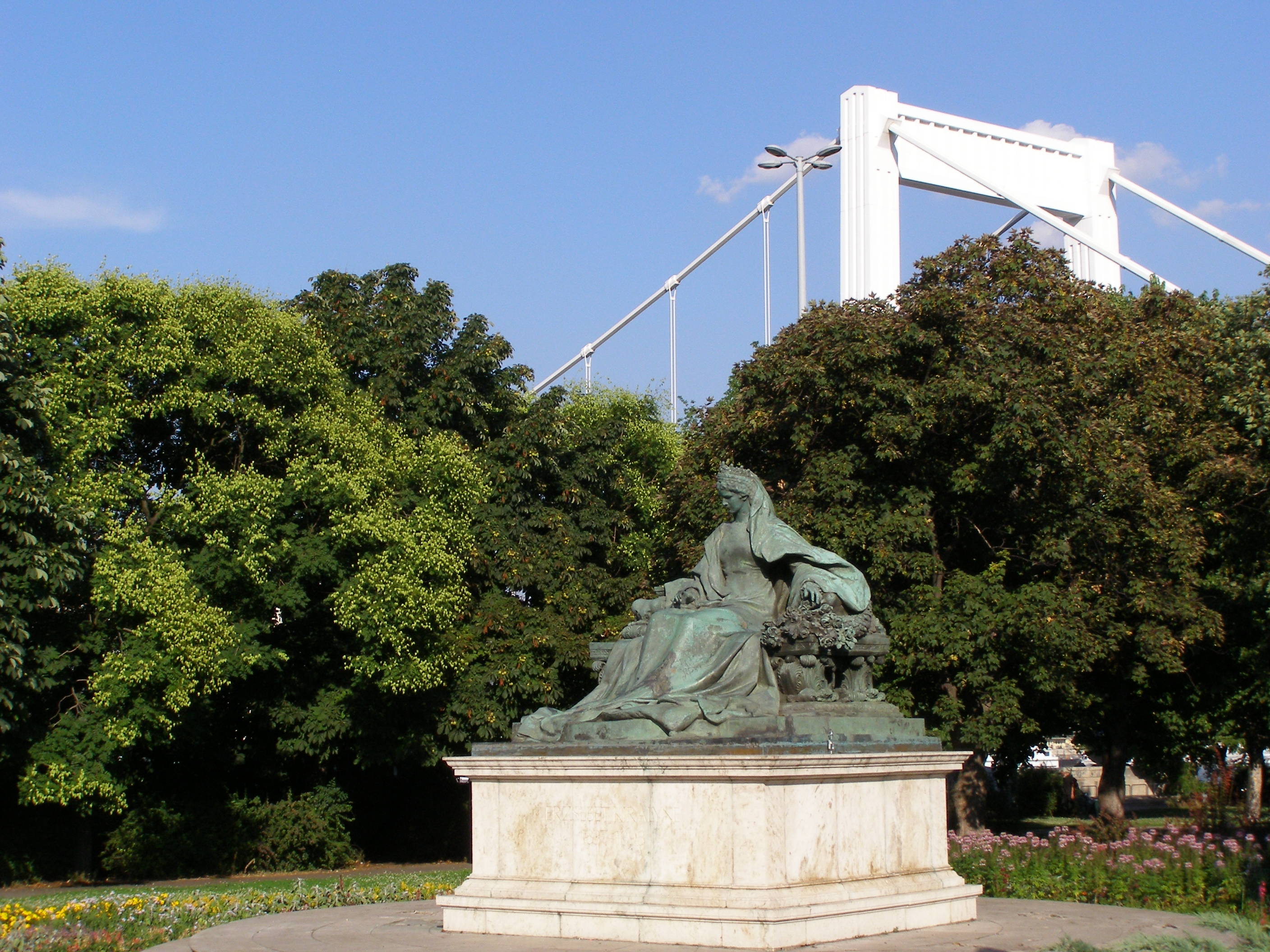
Zala György alkotása az Erzsébet híd budai hídfőjénél.
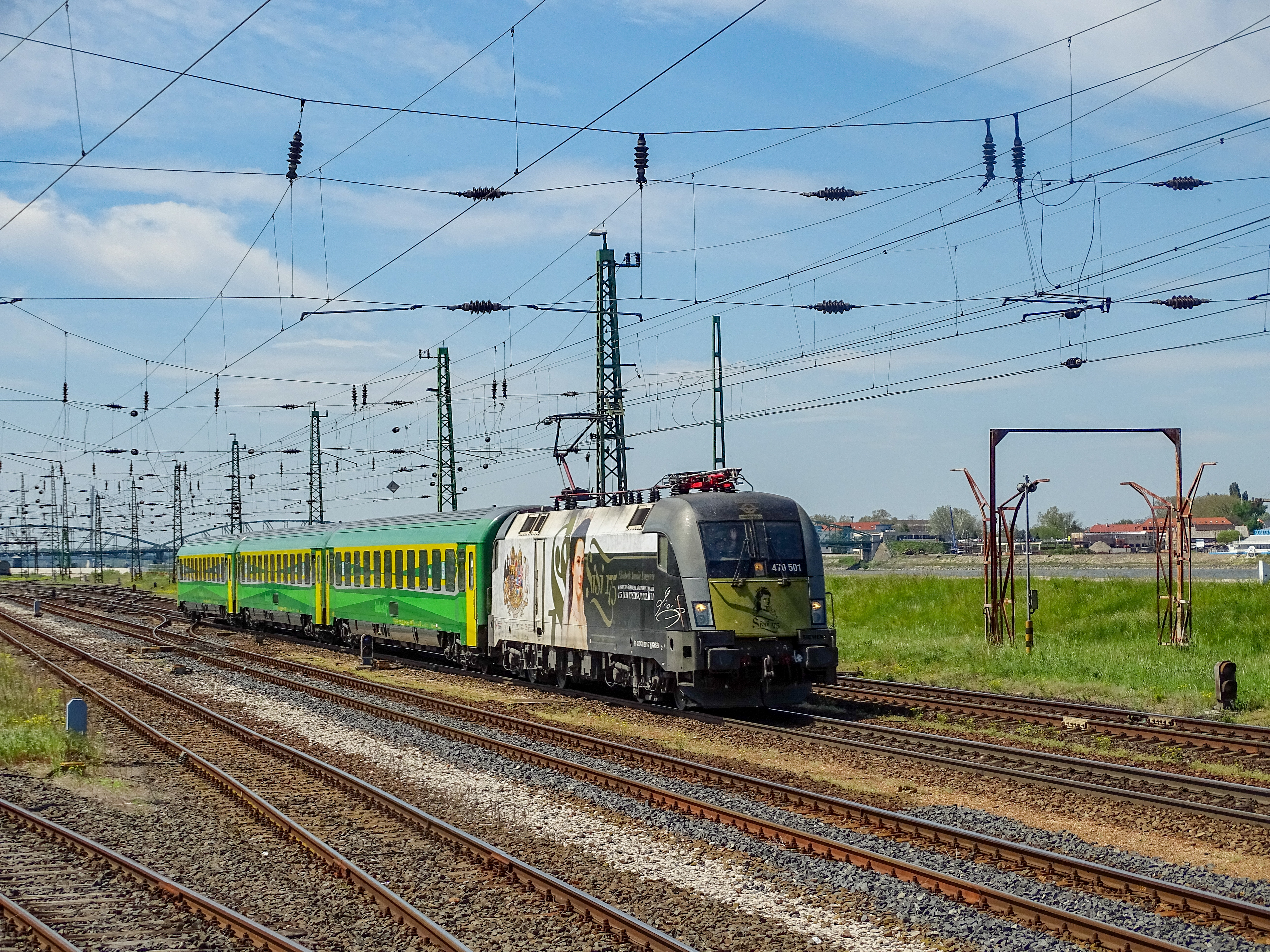
A GYSEV felmatricázott mozdonya a tiszteletére
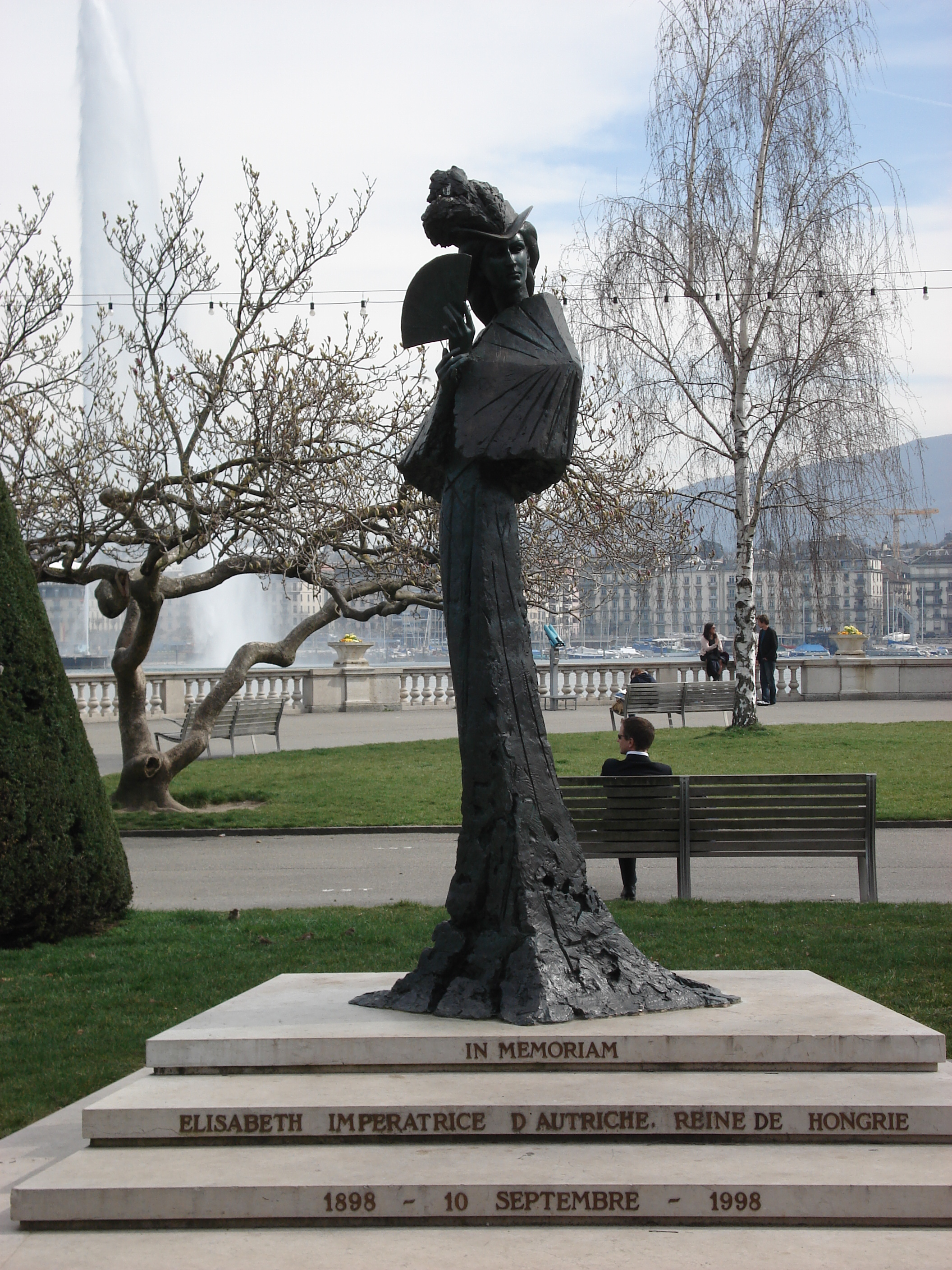
Szobra Genfben

Erzsébet a magyar történelem egyik jelentős alakja. Mára újra felerősödött a Sisi-kultusz,  rengeteg „rajongója” van Erzsébetnek. Bár Erzsébetnek a Monarchia politikájára kifejtett hatását nem szabad túlbecsülni, a 20. században valóságos ikonná vált. A köztudatban szabadságvágyó, tragikus alakként él. Számtalan közterület, intézmény, sok műalkotás: regény, film és színdarab állít emléket alakjának.
- Budapest VII. kerületét 1882. február 7-étől a Ferenc József király által aláírt engedély nyomán Erzsébetvárosnak hívják.[86]
- Pesterzsébetet a királyné tiszteletére nevezték el, az akkor még Erzsébetfalva nevű telepet Suda János és társai 1870. június 14-én alapították meg, a névadáshoz a királyi család is hozzájárult.
- Nevét viseli Budapest legmagasabb pontján, a János-hegyen álló kilátó is.
- Az osztrák turizmus sokat köszönhet Erzsébetnek, egykori lakóhelyeit – Schönbrunn, Bad Ischl, Gödöllő és a korfui Achilleion – rengeteg turista keresi fel.
- Magyarországon számos közterület, Budapesten és Komáromban híd is viseli a nevét. Első magyarországi szobrát Strobl Alajos készítette, a miskolci Népkertben állították fel, 1899-ben. Ma ennek másolata áll a Népkertben, valamint az egykor Erzsébet kórházként ismert, mai Semmelweis kórház parkjában is. Miskolcon ezenfelül nevét viseli az Erzsébet tér és az ide vezető, 2011-ben újraépült kis híd.
- A pozsonyi Kék templom, vagyis Árpád-házi Szent Erzsébet-templom Lechner Ödön egyik legnagyszerűbb munkája, a magyar szecesszió egyik legszebb példája. A templom Árpád-házi Szent Erzsébetnek van szentelve, de Erzsébet királyné szimbolikus mauzóleumaként építették.
- A makói Erzsébet árvaházat a királyné után nevezték el; alaprajza „E” betű formájú, így őrzi névadójának emlékét.
- Darányi Ignác földművelésügyi miniszter felhívásban kérte a nagyközönséget, hogy Erzsébet ligeteket, parkokat létesítsenek.[87] Selmecbányán emlékére a Kálvária és a Leányvár közötti hegyoldalban az erdő fáit hatalmas „E” alakban kivágták és (eltérő lombszínű) vörösfenyővel ültették be az Akadémia hallgatói. Hossza 115 méter, alsó szára 55 méter, középső szára 25 méter, bordaszélessége mindenütt 15 méter volt.[88]
- Pöstyénben is áll mellszobra[89][90]
- A híres „E” betű látható Csontváry Kosztka Tivadar Selmecbánya látképe című 1902-ben készült festményén. Ma már nem létezik.
- 2012-ben, Erzsébet királyné születése 175. évfordulóján készült, és a Budapest VII. kerületében, a Kertész utca és a Wesselényi utca kereszteződésében látható az Erzsébetvárosi Sisi[91] című streetart festmény. Ez a királyné 1867-es fotográfiája alapján készült, csakhogy az arca helyén egy ismeretlen férfi képmása látható. A kép alatt a „Was ist mit mir geschehen?” (Mi történt velem?) szöveg olvasható, ami a királyné életének állítólagos utolsó mondata volt, és Franz Kafka Az átváltozás című novellájában a főszereplő Gregor Samsa első mondata[92] is egyben. A bizarr művet egy ismeretlen alkotópáros rovására írják.
- Bánságban Berekszó és Szakálháza állomások között is volt egy emlékhelye, ahol Erzsébetemlék (románul: Elisabeta) nevű megállóhely is volt.[93]
- Zircen az 1900. március 11-én átadott városi kórház és rendelőintézet viseli a nevét[94]
- Az 1912-ben Pozsonyban alapított, majd 1923-tól Pécsett működő Erzsébet Tudományegyetem (ma Pécsi Tudományegyetem) 1948-ig viselte a nevét
- Erzsébet-emlékfák

### Játékfilmek, sorozatok
- Kaiserin Elisabeth von Österreich(wd) (1921): német némafilm, rendezte Rolf Raffé. Erzsébet császárnét Carla Nelsen, Luigi Lucchenit, a merénylőt Enrico Benelli, I. Ferenc József császárt Niels Jensen alakította.
- Elisabeth von Österreich(wd) (1931): német film, rendezte Adolf Trotz. Erzsébet szerepében Lil Dagover
- Sissi (1932): német nyelvű animációs rövidfilm, rendezte Lotte Reiniger.[95][96]
- Mayerling(wd) (1936): francia film, rendező: Anatole Litvak. Erzsébet császárnét Gabrielle Dorziat, I. Ferenc József császárt Jean Dax, Rudolf trónörököst Charles Boyer, Stefánia főhercegnét Yolande Laffon, Marie von Vetsera bárónőt Danielle Darrieux alakította.
- The King Steps Out (wd)(1936): amerikai zenés film, rendezte Josef von Sternberg. Erzsébet császárnét Grace Moore, Ferenc Józsefet Franchot Tone alakította. A film zenéjét Fritz Kreisler szerezte, dalszöveget Dorothy Fields írta.
- Erzsébet királyné(wd) (1940): magyar film, rendezte Podmaniczky Félix. Erzsébet császárnét Karády Katalin alakította, egyéb szerepekben Jávor Pál, Tolnay Klári, Somlay Artúr, Gózon Gyula, Rajnai Gábor, Makláry Zoltán
- Sissi-filmek (1955–57): osztrák filmtrilógia, rendezte Ernst Marischka, Erzsébet császárnét Romy Schneider alakította. Magyarországon is nagy sikert aratott. Az ábrázolás messze áll a történelmi hitelességtől, de nagyban hozzájárult az Erzsébet királyné körül kialakult legendákhoz:
  - Sissi (1955)
  - Sissi – A fiatal császárné (1956)
  - Sissi – Sorsdöntő évek (1957)
- Mayerling (wd)(1968): angol–francia film, rendező: Terence Young. Erzsébet császárnét Ava Gardner, I. Ferenc József császárt James Mason, Rudolf trónörököst Omar Sharif, Marie von Vetsera bárónőt Catherine Deneuve, Stefánia főhercegnét Andréa Parisy, Marie von Larisch grófnőt Geneviève Page, Mizzi Kaspart Fabienne Dali alakította.
- Elisabeth von Österreich (1971): osztrák tévéfilm, rendezte Theodor Grädler. Erzsébet szerepében Marisa Mell
- Ludwig(wd) (1972): olasz–német–francia film, rendezte Luchino Visconti. Erzsébet császárné: Romy Schneider, aki azért vállalta el ismét „Sissi” megformálását, mert egyrészt a rendező lekötelezettje volt, másrészt végre le akart számolni a korábbi filmek által közvetített cukormázas Sisi-imázsával is. Richard Wagner szerepében Trevor Howard.
- Sissi, a lázadó császárné(wd) (2004): francia tévéfilm, rendezte Jean-Daniel Verhaeghe. Erzsébet halála előtti utolsó napjait dolgozta fel. Erzsébet császárnét Arielle Dombasle alakította.
- Rudolf – Sissi egyetlen fia (2006): osztrák–német–francia–olasz TV-film, rendező: Robert Dornhelm. Erzsébet császárnét Sandra Ceccarelli, I. Ferenc József császárt Klaus Maria Brandauer, Rudolf trónörököst Max von Thun, Stefánia főhercegnét Daniela Golpashin, Marie von Vetsera bárónőt Vittoria Puccini, Marie von Larisch grófnőt Julia Cencig, Mizzi Kaspart Birgit Minichmayr alakítja.
- Sisi (2009): 2 részes osztrák–olasz tv-film , rendező Xaver Schwarzenberger. Erzsébet császárnét Cristiana Capotondi, I. Ferenc József császárt David Rott, Zsófia főhercegnét Martina Gedeck, Miksa József bajor herceget (Erzsébet apját) Xaver Hutter, Ilona bajor hercegnőt (Erzsébet nővérét) Christiane Filangieri, Mária Ludovika hercegnőt (Erzsébet anyját) Licia Maglietta alakítja. orf.at imdb.com cast
- A merénylet (2018): magyar televíziós történelmi filmdráma, rendező: Pajer Róbert, Erzsébet császárnét Kováts Adél, társalkodónőjét, gróf Sztáray Irmát Timkó Eszter, a merénylő Luigi Luchenit Csőre Gábor, Charles Léchet vizsgálóbírót Cserna Antal alakítja.[97]
- Sisi (2021–2024): német fejlesztésű televíziós sorozat, melyet Sven Bohse rendezett. A főszerepben Dominique Devenport és Jannik Schümann láthatók.[98] Az első három epizódját 2021. december 17-én,[99] az utolsó három epizódját december 24-én mutatta be az RTL Klub televíziós csatorna az RTL Most+ online felületén.[100] A sorozatból négy évad készült.
- Fűző (2022): osztrák-luxemburgi-német francia film Marie Kreutzer rendezésében. A film premierje a 2022-es cannes-i fesztiválon volt, ahol Vicky Krieps Erzsébet alakítását Un certain regard kategóriában első díjjal jutalmazták. 2022. szeptember 13-án a filmet osztrák jelöltként választották a 2023-as Oscar-díjra.[101] (Feltehetően a férfi főszereplőt, Florian Teichtmeistert kísérő botrány miatt nem kerülhetett a szűkített jelöltek listájára.)
- A császárné (2022–): német történelmi drámai sorozat (első évad) Erzsébet osztrák császárné életén alapul, Devrim Lingnau főszereplésével a főszerepben, valamint Philip Froissant-tal,  Ferenc József császár szerepében.[102] A sorozat 2022. szeptember 29-én debütált a Netflixen. A széria ihlette Gigi Griffis azonos címmel megjelent romantikus regényét.[103] 2022. november 8-án a Netflix megújította a sorozatot a második évaddal.[104]
- Sisi és én(wd) (2023): német-svájci-osztrák játékfilm, amelyet Frauke Finsterwalder rendezett. Az Erzsébet királyné utazásai ihlette (fikciós) fekete komédiában Sztáray Irma magyar udvarhölgy hosszú éveken át kíséri úrnőjét, a (családi körben használt) Sisi néven elhíresült Erzsébet császárnét és királynét Európát átszelő, megpróbáltatásokkal teli útjain. Az udvarhölgy nézőpontjából közelítő fikció címszerepeit Sandra Hüller (Sztáray Irma) és Susanne Wolff (Erzsébet császárné) játszották.[105] Az európai mozipremier 2023. március 30-án volt. A filmet ezt megelőzően, 2023 februárjában a (73.) Berlinale Panoráma versenyprogramjában mutatták be.[106][107] A film négy jelölést kapott a Német Filmdíjon (Deutsche Filmpreis), köztük a legjobb női alakításért (Sandra Hüller), és elnyerte a legjobb jelmeztervezőnek (Tanja Hausner) járó díjat.[108]

### Zene
1992-ben mutatták be az Elisabeth című musicalt a bécsi Theater an der Wienben. A szöveget Michael Kunze írta, a zenét Lévay Szilveszter szerezte. A musicalt más országokban is bemutatták, többek között Olaszországban, Hollandiában, Japánban és Dél-Koreában is. A magyarországi előadások főszerepét Janza Kata játszotta.

### Feldolgozások, források
- Bencze László: Uralkodók, főrangúak, katonák. Budapest, HL, 2001
- Békési Sándor: Sisi személyének teológiai portréja. Budapest, L'Harmattan, 2014 (ISBN 978-963-236-904-4)
- Borovi Dániel: Habsburg reprezentáció Magyarországon a XIX. század második felében. Ferenc József és Erzsébet magyarországi portréi. (Szakdolgozat.) ELTE BTK Művészettörténeti Intézet, 2006
- Borovi Dániel: „A fiatalabb korban elképzelt arc” – Fotóhasználat Erzsébet királyné időskori arcképein. Fotóművészet, 55. évf.(2012) 4. sz.
- Borovi Dániel: „Hát még semmi sincs a vásznon?” Fotóhasználat Ferenc József és Erzsébet magyarországi portréin. Fotóművészet, 55. évf. (2012)
- Borovi Dániel: A viselettörténeti forrásérték problémája Erzsébet királyné magyarországi portréin. In: F. Dózsa Katalin; Szatmári, Judit Anna; Vér, Eszter Virág (szerk.): Divat, egyén, társadalom: A divattörténeti tudományos konferencia tanulmánykötete. Budapest, ELTE Eötvös Kiadó, 2016. 91-109.
- Borovi Dániel: Zala György bécsi Erzsébet királyné-síremléke és az Erzsébet-kultusz szakralizáló emlékei az 1900 körüli magyar szobrászatban. Műemlékvédelem, 55. évf. (2011) 5. sz. 291–293.
- Borovi Dániel–Vér Eszter Virág (s. a. r.): Drága Rudolf: Ferenc József és Sisi levelei fiukhoz. (ford.: Nyizsnyánszki Ferenc) Budapest, Szépmívek Könyvek, 2020.
- Borovi Dániel–Vér Eszter Virág: „… olyan császárné lesz, amilyet még nem látott a világ…” A Sissi-trilógia első része történészszemmel. Újkor.hu 2016. december 24.
- Borovi Dániel–Vér Eszter Virág: „különben is mindent szeretek, ami magyar…” – A Sissi-trilógia második része történészszemmel Újkor.hu 2017. január 17.
- Borovi Dániel–Vér Eszter Virág: „… bár csak megkímélhetnélek…” A Sissi-trilógia harmadik része történészszemmel. Újkor.hu 2017. február 21.
- Corti Cäsar, Egon: Erzsébet. Budapest, 1935 és 1989. Révai és Szépiodalmi Kiadó
- Csapó Csaba: „…a királyi család még mindig népszerűtlen a pestiek körében…” Új Forrás 2009. (41. évf.) Nr. 7. 34-43.
- Csapó Csaba: A koronázás jubileuma. In.: História mezején. A 19. század emlékezete. Szerk.: Deák Ágnes – Völgyesi Orsolya. Szeged, Csongrád Megyei Levéltár, 2011. 287–297.
- Drága Rudolf. Ferenc József és Sisi levelei fiukhoz. (s. a. r.: Borovi Dániel - Vér Eszter Virág) Szépmíves, Budapest, 2020.
- Ferenc József levelei Sisihez. (ford.: Nyizsnyánszki Ferenc) Erdélyi Szalon, [Szentendre], 2022.
- F. Dózsa Katalin: „Iszonyú magyar honvágyam van.” Erzsébet és a magyarok. Rubicon 1999. 9–10. sz
- F. Dózsa Katalin: Királynék díszmagyarban. Magyar női díszruhák. Rubicon 1990. 6. sz. 16-19.
- F. Dózsa Katalin: „Tanácsadó és barát”. – Andrássy Gyula gróf. In: F. Dózsa Katalin – Faludi Ildikó. (szerk.): Gróf Andrássy Gyula – A lángoló zseni. (Időszaki kiállítás a Gödöllői Királyi Kastélyban 2009. június 5. – szeptember 27.) Gödöllő, 2009. 4–13.
- F. Dózsa Katalin: Megértő feleség és szenvedélyes anya. In: Erzsébet, a magyarok királynéja. Szerk.: Rácz Árpád. Budapest, Rubicon, 2001. 32–45.
- F. Dózsa Katalin: A szerep, egyéniség és mítosz konfliktusa Erzsébet királyné életében. In: Erzsébet, a magyarok királynéja. (Kiállítás a Magyar Nemzeti Múzeumban 1992. május 18. – 1993. január 15.) Budapest, Magyar Nemzeti Múzeum, 1992. 16–20.
- F. Dózsa Katalin: A világ legszebb asszonya. In: Erzsébet, a magyarok királynéja. Szerk.: Rácz Árpád. Budapest, Rubicon, 2001. 106–117.
- F. Dózsa Katalin: A világ legszebb asszonya – Őfelsége Erzsébet királyné. In: Erzsébet, a magyarok királynéja.(Kiállítás az Osztrák Kultúra Múzeumában). Szerk.: Cennerné Wilhelmb Gizella. Eisenstadt, Böchlau, 1991. 161–167.
- Erzsébet Királyné emlékezete képeslapokon. Szerk.: Hitseker Mária. Kossuth, Budapest, 2007.
- Faludi Ildikó: Erzsébet királyné élete  Archiválva 2016. március 25-i dátummal a Wayback Machine-ben
- Faludi Ildikó: Erzsébet királyné és Gödöllő  Archiválva 2016. március 25-i dátummal a Wayback Machine-ben
- Faludi Ildikó: Erzsébet királyné névnapja  Archiválva 2016. március 25-i dátummal a Wayback Machine-ben
- Faludi Ildikó: A gödöllői kastély. Gödöllő, 2014  Archiválva 2016. február 2-i dátummal a Wayback Machine-ben
- Farkas József: A gödöllői koronauradalom felügyelete és igazgatása a dualizmus idején. Levéltári Szemle 2004 (54. évf.) 3. sz. 20–38.
- Fellner, Sabine – Unterreiner, Katrin: Morphium, Cannabis und Cocain. Medizin und Rezepte des Kaiserhauses. Amalthea, Bécs, 2008
- Gerő András: Az Erzsébet-kultusz. In: Erzsébet, a magyarok királynéja. Szerk.: Rácz Árpád. Rubicon, Budapest, 2001. 132–141.
- Gerő András: Egy magyar kultusz: Erzsébet királyné. In: Erzsébet, a magyarok királynéja. (Kiállítás a Magyar Nemzeti Múzeumban 1992. május 18. – 1993. január 15.) Magyar Nemzeti Múzeum, Budapest, 1992. 7–15.
- Gerő András: Egy királyné szerepe. A magyarok és Erzsébet. Rubicon 1992. 4. sz.
- Haderer Stefan: Under the Spell of a Myth: Empress Sisi in Greece, KDP, Vienna, 2022 (ISBN 979-8844219504)
- Haderer Stefan: Im Schatten Homers: Kaiserin Elisabeth in Griechenland, epubli, Vienna/Berlin, 2021 (ISBN 978-3754-157-008)
- Brigitte Hamann: Erzsébet királyné, Aquila, 1998 (ISBN 963-9073-27-X).
- Brigitte Hamann: Sisi, Taschen/Kulturtrade, 1998 (ISBN 3-8228-8227-5) (rövidített, háromnyelvű kiadás képekkel)
- Joan Haslip: The Lonely Empress – Elizabeth of Austria, Phoenix Press, cop. London, 1965 (ISBN 1-84212-098-0)
- Huditsch, Roman: Sisi – der Schönheitskult der Kaiserin, Grin Verlag, München, 1997
- Landgraf Ildikó: Erzsébet, a magyarok királynéja – második szent Erzsébet. In.: A Szenttisztelet történeti rétegei és formái Magyarországon és Közép-Európában. A magyar szentek tisztelete. Szerk.: Barna Gábor. Szeged, 2001. 109–127.
- Landgraf Ildikó: „Ferenc Jóska – még én is annak a katonája vótam.” Ferenc József-folklór, Rudolf-mondák és az I. világháború. In.: Acta Musei Militaris in Hungaria. A Hadtörténeti Múzeum értesítője 12. Szerk.: Szoleczky Emese – Závody Szilvia. Budapest, HTM, 2011. 105–112.
- Manhercz Orsolya: Ferenc József 1857-es magyarországi utazása a Times hasábjain. Magyar Könyvszemle 2009. (125. évf.) 1. sz.
- Manhercz Orsolya: "Istenem, Istenem, ezentúl már Buda lesz a birodalmi székváros" : Udvari élet Pest-Budán a 19. században. TÖRTÉNELMI SZEMLE 65 (1). pp. 65–85.
- Manhercz Orsolya: Magas rangú hivatalos utazások Magyarországon a Bach-korszakban. Ferenc József magyarországi látogatásai 1849 és 1859 között. (PhD-disszertáció) ELTE BTK Történeti Intézet, Budapest, 2012
- Manhercz Orsolya: Az uralkodó Magyarországon, 1865–1866. In: Gergely Jenő (főszerk.) Vázlatok két évszázad magyar történelméből. Budapest, 2010. 35–49.
- Márki Sándor: Erzsébet Magyarország királynéja 1867–1898. Budapest, 1899
- Niederhauser Emil: Merénylet Erzsébet királyné ellen, Helikon, Budapest, 1985 ISBN 963-207-923-X
- Niederhauser Emil: Erzsébet királyné 1837–1898. Rubicon 1999. 7. sz. 57-62.
- Niederhauser Emil: Erzsébet és a magyarok. In: Erzsébet, a magyarok királynéja. Szerk.: Rácz Árpád. Rubicon, Budapest, 2001. 64–77.
- Niederhauser Emil: Ferenc József és Erzsébet. In: Erzsébet, a magyarok királynéja. Szerk.: Rácz Árpád. Rubicon, Budapest, 2001. 18–31.
- Niederhauser Emil: Ferenc József és Erzsébet. Világtörténet. 1993. ősz-tél. 35–37.
- Niederhauser Emil: A magányos menekülő. In: Erzsébet, a magyarok királynéja. Szerk.: Rácz Árpád. Rubicon, Budapest, 2001. 46–55.
- Niederhauser Emil: A méltatlan vég. In: Erzsébet, a magyarok királynéja. Szerk.: Rácz Árpád, Rubicon, Budapest, 2001. 118–125.
- Matteo Tuveri: Specchi ad angoli obliqui. Diario poetico di Elisabetta d’Austria, Aracne Editrice, Róma, 2006 ISBN 88-548-0741-9
- Matteo Tuveri: Tabularium. Considerazioni su Elisabetta d'Austria, Aracne Editrice, Róma, 2007 ISBN 978-88-548-1148-5
- Matteo Tuveri: Sisi:Mythos und Wahrheit, Eco delle Dolomiti, Pinzolo, 2007 ISSN 1970-3104
- Matteo Tuveri: Da D’Annunzio a Cioran: percorsi letterari di Elisabetta d'Austria, Rassegna dannunziana – Centro studi dannunziani, Pescara, 2007
- Matteo Tuveri: Sissi becomes Lissy L'Unione Sarda, 2009. január 6., 40. o., Cagliari
- Pálinkás Patrícia: Megoldódott Sisi koronázási fotóinak rejtélye Múlt-Kor 2015. december 29.
- Rákai Orsolya: Kaméleon-kultusz (Erzsébet királyné kultuszának alakulástörténete a kollektív identitás alakításától az egyéni identitás alakítása felé) In: Építész a kőfejtőben. Tanulmányok Dávidházi Péter hatvanadik születésnapjára. Szerk.: Hites Sándor – Török Zsuzsa. Budapest, 2010. 250–258.  Archiválva 2016. március 5-i dátummal a Wayback Machine-ben
- Rónay Jácint: Erzsébet királyné udvarában. (s. a. r.: Borovi Dániel - Vér Eszter Virág) Erdélyi Szalon, [Szentendre], 2022.
- Slíz Mariann: Erzsébet királyné a ponyván – kultusz és politika. Magyar Könyvszemle – 124. évf. (2008) 4. sz. 410–427.
- Somogyi Éva: Abszolutizmus és kiegyezés 1849–1867 Gondolat, Budapest, 1981
- Somogyi Éva: A birodalmi centralizációtól a dualizmusig (Az osztrák-német liberálisok útja a kiegyezéshez) Budapest, 1976
- Somogyi Éva: Császári és királyi „udvartartás”. A Burg és a millenniumi ünnepségek. História 1996. 5–6. sz.
- Somogyi Éva: Ferenc József, Gondolat, Budapest, 1989
- Somogyi Éva: Ferenc József és magyar alattvalói. Rubicon. 1995. 10. sz. 13–18.
- Soós István: Sisi és családja. In: Erzsébet, a magyarok királynéja. Szerk.: Rácz Árpád. Rubicon, Budapest, 2001. 9–17.
- "Sirály vagyok, sehová se való...". Útközben Erzsébet királynéval; vál., sajtó alá rend., bev., jegyz. Tolnayné Kiss Mária; Argumentum, Bp., 1998
- Tarján M. Tamás: 1854. április 24. – Ferenc József és Sisi esküvője Bécsben. Rubicon
- Tolnayné Kiss Mária: Ferenczy Ida. Erzsébet királyné felolvasónője (1839–1928). In: Erzsébet, a magyarok királynéja (Kiállítás a Magyar Nemzeti Múzeumban 1992. május 18. – 1993. január 15.) Budapest, Magyar Nemzeti Múzeum, 1992. 21-23.
- Tolnayné Kiss Mária: Erzsébet királyné és a magyar nyelv  Archiválva 2016. március 4-i dátummal a Wayback Machine-ben
- Tomsics Emőke: Kacagány és camera: az 1867-es koronázás fényképei a Magyar Nemzeti Múzeumban. MNM, Budapest, 2015
- Tomsics Emőke: Királyi öltöztetőbabák. Az 1866-os királylátogatás képei. Fotóművészet 2009. 52. évf. 1. sz
- Tomsics Emőke: Pataki József rekonstrukciós képei I. Ferenc József koronázásáról. A rekonstruált valóság Fotóművészet 2010. 53. évf. 1. sz.
- Tomsics Emőke: A valóság és képi mása. A fotográfia az 1867. évi koronázáson. Történelmi Szemle 2009. 51. évf. 3. sz. 385–417. [halott link]
- Unterreiner, Katrin – Wohlfahrt, Michael: Habsburgs Kinder – Kindheit am Kaiserlichen Hof (Katalog zur Ausstellung des Marshfelder Schlösservereins) Bécs, 2001
- Unterreiner, Katrin: Sisi – Kaiserin Elisabeth von Österreich. Ein biografisches Porträt. Herder, Bécs, 2010
- Unterreiner, Katrin: Sisi. Mythe et Réalité (ford.: Rouanet-Herlt, Natalie) Cristian Brandstätter, Bécs–München, 2005
- Varga Kálmán: A gödöllői kastély évszázadai. Budapest, 2003
- Vér, Eszter Virág: Erzsébet császárné Magyarországon 1866 nyarán: fogadtatás, emlékezet, mítosz. TÖRTÉNELMI SZEMLE 2023 (1). pp. 43–64.
- Vér Eszter Virág: „…így jutott az istenek sorába Romulus” A Rudolf-kép változásai a Monarchia magyar nyelvű sajtójában. Múlt-Kor 2015. ősz 86–91.
- Vér Eszter Virág: „… egy áldott emlékezetű királyné…” Adalékok Jókai Mór mitikus Erzsébet-képének alakulásához. Aetas 2015. (30. évf.) 1. sz. 59–86.
- Vér Eszter Virág: Újraértelmezett szerepvállalások, avagy Erzsébet császárné alak-változásai 1866-ban. Aetas 2012. (27. évf.) 1. sz. 83–104.
- Vér Eszter Virág: Egy elfeledett kultuszhely: Az Erzsébet Királyné Emlékmúzeum. FOLIA HISTORICA XXVI. 2008–2009. MNM, Budapest, 2010. 5–35.
- Vér Eszter Virág: Udvari reprezentáció a Budai Királyi Palotában (1867–1916). Az udvari bálok és fogadások. In. : Fejezetek a tegnap világából. Főszerk. Gergely Jenő. ELTE BTK, Budapest, 2009. 92–114.
- Vér Eszter Virág: Erzsébet királyné magyarországi kultusza 1898–1914 között. Budapesti Negyed XIV. évf., 2006. nyár, 2. sz.
- Vér Eszter Virág (szerk.): Erzsébet-kultusz. Szöveggyűjtemény. Budapesti Negyed XIV. évf., 2006. ősz, 3. sz.
- Vér Eszter Virág: Erzsébet: mítosz és valóság a magyarok királyné képében. In: Gergely Jenő, Horváth Ildikó, Strausz Péter (szerk.) A múlt feltárása – előítéletek nélkül. ELTE BTK, Budapest, 2006. 121–138. (ISBN 978-963-463-892-6; ISBN 963-463-892-9)
- Vér Eszter Virág: „… egy új köteléket fog fűzni magas családja s a nemzet között…” Az uralkodócsalád tagjai Magyarországon (1867–1868) Aetas, 2019 (34. évf.) 2. sz. 5-36.
- Vér Eszter Virág: „Most már tudom, milyen boldogság egy gyermek…” Erzsébet császárné korai anyai szerepvállalásának nehézségei. wmn.hu 2019. május 5.
- Vér Eszter Virág: Traumák és örömök: Rudolf trónörökös gyermekkora (1858–1866) BBC History 2019. (9. évf.) 2. sz. 42-46.
- Vér Eszter Virág: ,,Ha sírja Bécsben van szobra legyen Budapesten…” Adalékok a budapesti Erzsébet-emlékmű (felállítás) történetéhez. In: Glässer Norbert – Mód László (szerk.): A Nagy Háború hatása a mindennapok kultúrájának változására. (A VALLÁSI KULTÚRAKUTATAS KÖNYVEI 35.) Solymossy Sándor Egyesület – MTA-SZTE Vallási Kultúrakutató Csoport – SZTE-BTK Néprajzi és Kulturális Antropológiai Tanszék, Szeged, 2018. 472–486.
- Vér Eszter Virág: « ...kíméletlen fiatal, dacos királynak uj hitvese jó szelleme is...» Erzsébet magyarországi kultuszának kialakulása. Levéltári Közlemények 2016 (87. évf.) 1-2. sz. 93–104.

### Képes emlékalbum
- Erzsébet királyasszony emlékének – Hódolat Magyarország Nagy Királynéjának, Budapest, 1905, 175 o.

### Szépirodalom, lektűr
- Dániel Anna: Erzsébet királyné. Fiatal lányok számára. Dante, Budapest [1938]
- Griffis, Gigi: A császárné. (ford.: Rácz Judit) Európa Kiadó, Budapest, 2022.
- Zsigray Julianna: Erzsébet magyar királyné. Budapest, 1937
- Szőgyén-Wittenbach Hubert: [Kalász József]: Ferenc József szerelmei. Budapest, Zrínyi, 1989
- Benedek Elek: Erzsébet királyné élete. In.: Erzsébet királyasszony emlékének. Szerk.: Gábel Gyula. Globus, Budapest, 1905, 132–135. o.
- Bródy Sándor: A királyné utolsó arczképe. Magyar Hirlap 1898. szeptember 11. 5-6. o.
- Herczeg Ferenc: Temetés után. Uj Idők 1898. szeptember 25. 266–268.
- Krúdy Gyula: Erzsébet királyné. S. a. r.: Kelecsényi László. Noran, Budapest, 2007
- Krúdy Gyula: Ferenc József rendet csinál. K.u.K, Budapest, 2000
- Mikszáth Kálmán: A királyné meghalt. Országos Hirlap 1898. szeptember 11. 1.
- Mikszáth Kálmán: A királyné mint feleség. Országos Hirlap 1898. szeptember 13. 1–3. o.
- Jókai Mór: Megölték a királynénkat! Nemzet 1898. szeptember 11. 1. o.
- Jókai Mór: Erzsébet királyné temetése napján. Nemzet 1898. szeptember 18. 1. o.
- D’Artagnan [Vay Sándor/Sarolta]: A királyné barátnéja. Pesti Hirlap 1895. augusztus 1. 4-5. o.
- D’Artagnan [Vay Sándor/Sarolta]: Ferenczy Ida bécsi otthona. Pesti Hirlap 1901. január 15. 9–10.
- Marieluise von Ingenheim: Sissy. Egy kislányból császárné lesz (ford. Pataky Péterné) Rakéta, Budapest, 1991
- Marieluise von Ingenheim: Sissy. Egy szív és egy korona (ford. Pataky Péterné) Rakéta, Budapest, 1991
- Marieluise von Ingenheim: Sissy. Egy császárné naplójából (ford. Pataky Péterné) Rakéta, Budapest, 1991
- Marieluise von Ingenheim: Sissy. Az álmok kastélya (ford. Pataky Péteré) Rakéta, Budapest, 1992
- Marieluise von Ingenheim: Sissy. A korona fekete gyémántja (ford. Pataky Péterné) Rakéta, Budapest, 1992
- Marieluise von Ingenheim: Sissy. Már csak az emlékek... (ford. Pataky Péterné) Rakéta, Budapest, 1992
- Allison Pataki: Az ifjú császárné (Sissi 1.), Helikon, Budapest, 2015. és 2021. (eredetiben: 2015)
- Allison Pataki: A birodalom úrnője (Sissi 2.), Helikon, Budapest, 2017. és 2021.(eredetiben: 2016)
- Lajta Erika: a Bordély az egész világ című kötet Szolgálj, szerelem! című elbeszélése a Ferenc József, az Erzsébet királyné és Schratt Katalin közötti szerelmi háromszögről

### Mesék
- Faludi Ildikó – Reményi Márton: Herceg Egérváry Elemér naplója. Avagy feljegyzések a gödöllői kastélyból Gödöllői Királyi Kastély Múzeum, Gödöllő, 2010
- Faludi Ildikó – Reményi Márton: Herceg Egérváry Elemér naplója. Avagy feljegyzések a gödöllői kastélyból 2. Budapest, Novadachs, 2013

### Videók
- Elisabeth das Musical (New trailer) 2015
- Erzsébet, a magyarok királynéja (Magyar Nemzeti Múzeum)
- Erzsébet kultusz Magyarországon (Erzsébet emlékév 2007.) Kikötő c. műsor
- F. Dózsa Katalin: A Sissi kultusz és a Gödöllöi Királyi Kastély (2014. április 1.) A Semmelweis Orvostörténeti Múzeum rendezésében
- Ferenc József a rendíthetetlen c. kiállítás építése
- Gödöllői Grassalkovich-kastély – Erzsébet királyné pihenőhelye
- Királyi váró (Gödöllő)
- Magyar történelmi arcképcsarnok (Erzsébet királyné)
- Manhercz Orsolya: Az 1857-es máriacelli zarándoklat sajtója
- Titkok, bálok, utazások
- Sissi (2009) – official trailer
- Sissi hasonmásverseny (2007)